# Liste des cantons français en Auvergne-Rhône-Alpes depuis 2015
Cet article présente et répertorie la liste des 242 cantons de la région Auvergne-Rhône-Alpes.

## Ain (01) - 23 cantons
| Nom                      | Bureau centralisateur    | Communes                        | Communes |
| ------------------------ | ------------------------ | ------------------------------- | --- |
| Ambérieu-en-Bugey        | Ambérieu-en-Bugey        | 18                              | L'Abergement-de-Varey, Ambérieu-en-Bugey, Ambronay, Ambutrix, Arandas, Argis, Bettant, Château-Gaillard, Cleyzieu, Conand, Douvres, Nivollet-Montgriffon, Oncieu, Saint-Denis-en-Bugey, Saint-Maurice-de-Rémens, Saint-Rambert-en-Bugey, Torcieu, Vaux-en-Bugey. |
| Attignat                 | Attignat                 | 18                              | Attignat, Béréziat, Bresse Vallons, Buellas, Confrançon, Curtafond, Foissiat, Jayat, Malafretaz, Marsonnas, Montcet, Montracol, Montrevel-en-Bresse, Polliat, Saint-Didier-d'Aussiat, Saint-Martin-le-Châtel, Saint-Sulpice, Vandeins. |
| Valserhône               | Valserhône               | 12                              | Billiat, Champfromier, Chanay, Confort, Giron, Injoux-Génissiat, Montanges, Plagne, Saint Germain-de-Joux, Surjoux-Lhopital, Valserhône, Villes. |
| Belley                   | Belley                   | 33                              | Ambléon, Andert-et-Condon, Arboys en Bugey, Belley, Brégnier-Cordon, Brens, La Burbanche, Ceyzérieu, Chazey-Bons, Cheignieu-la-Balme, Colomieu, Contrevoz, Conzieu, Cressin-Rochefort, Cuzieu, Flaxieu, Groslée-Saint-Benoît, Izieu, Lavours, Magnieu, Marignieu, Massignieu-de-Rives, Murs-et-Gélignieux, Parves et Nattages, Peyrieu, Pollieu, Prémeyzel, Rossillon, Saint-Germain-les-Paroisses, Saint-Martin-de-Bavel, Virieu-le-Grand, Virignin, Vongnes.            |
| Bourg-en-Bresse-1        | Bourg-en-Bresse          | 1 + fraction de Bourg-en-Bresse | Viriat et la première partie de Bourg-en-Bresse. |
| Bourg-en-Bresse-2        | Bourg-en-Bresse          | 3 + fraction de Bourg-en-Bresse | Péronnas, Saint-Denis-lès-Bourg, Saint-Rémy et la seconde partie de Bourg-en-Bresse. |
| Ceyzériat                | Ceyzériat                | 22                              | Certines, Ceyzériat, Chalamont, Châtenay, Châtillon-la-Palud, Crans, Dompierre-sur-Veyle, Druillat, Journans, Lent, Montagnat, Le Plantay, Revonnas, Saint-André-sur-Vieux-Jonc, Saint-Just, Saint-Martin-du-Mont, Saint-Nizier-le-Désert, Servas, Tossiat, La Tranclière, Versailleux, Villette-sur-Ain. |
| Châtillon-sur-Chalaronne | Châtillon-sur-Chalaronne | 26                              | L'Abergement-Clémenciat, La Chapelle-du-Châtelard, Châtillon-sur-Chalaronne, Condeissiat, Dompierre-sur-Chalaronne, Garnerans, Genouilleux, Guéreins, Illiat, Marlieux, Mogneneins, Montceaux, Montmerle-sur-Saône, Neuville-les-Dames, Peyzieux-sur-Saône, Romans, Saint-André-le-Bouchoux, Saint-Didier-sur-Chalaronne, Saint-Étienne-sur-Chalaronne, Saint-Georges-sur-Renon, Saint-Germain-sur-Renon, Saint-Paul-de-Varax, Sandrans, Sulignat, Thoissey, Valeins.     |
| Gex                      | Gex                      | 7                               | Cessy, Divonne-les-Bains, Gex, Grilly, Sauverny, Versonnex, Vesancy. |
| Plateau d'Hauteville     | Plateau d'Hauteville     | 26                              | Anglefort, Aranc, Armix, Artemare, Arvière-en-Valromey, Brénod, Chaley, Champagne-en-Valromey, Champdor-Corcelles, Chevillard, Condamine, Corbonod, Corlier, Culoz-Béon, Évosges, Haut Valromey, Izenave, Lantenay, Outriaz, Plateau d'Hauteville, Prémillieu, Seyssel, Talissieu, Tenay, Valromey-sur-Séran, Vieu-d'Izenave. |
| Lagnieu                  | Lagnieu                  | 26                              | Bénonces, Blyes, Briord, Charnoz-sur-Ain, Chazey-sur-Ain, Innimond, Lagnieu, Leyment, Lhuis, Lompnas, Loyettes, Marchamp, Montagnieu, Ordonnaz, Saint-Jean-de-Niost, Saint-Maurice-de-Gourdans, Saint-Sorlin-en-Bugey, Saint-Vulbas, Sainte-Julie, Sault-Brénaz, Seillonnaz, Serrières-de-Briord, Souclin, Villebois, Villieu-Loyes-Mollon. |
| Meximieux                | Meximieux                | 15                              | Balan, Béligneux, Bourg-Saint-Christophe, Bressolles, Dagneux, Faramans, Joyeux, Meximieux, Le Montellier, Montluel, Pérouges, Pizay, Rignieux-le-Franc, Saint-Éloi, Sainte-Croix. |
| Miribel                  | Miribel                  | 8                               | Beynost, La Boisse, Miribel, Neyron, Niévroz, Saint-Maurice-de-Beynost, Thil, Tramoyes. |
| Nantua                   | Nantua                   | 17                              | Apremont, Béard-Géovreissiat, Belleydoux, Bellignat, Brion, Charix, Échallon, Géovreisset, Groissiat, Maillat, Martignat, Montréal-la-Cluse, Nantua, Les Neyrolles, Le Poizat-Lalleyriat, Port, Saint-Martin-du-Frêne. |
| Oyonnax                  | Oyonnax                  | 2                               | Arbent, Oyonnax. |
| Pont-d'Ain               | Pont-d'Ain               | 24                              | Bolozon, Boyeux-Saint-Jérôme, Ceignes, Cerdon, Challes-la-Montagne, Dortan, Izernore, Jujurieux, Labalme, Leyssard, Matafelon-Granges, Mérignat, Neuville-sur-Ain, Nurieux-Volognat, Peyriat, Poncin, Pont-d'Ain, Priay, Saint-Alban, Saint-Jean-le-Vieux, Samognat, Serrières-sur-Ain, Sonthonnax-la-Montagne, Varambon. |
| Replonges                | Replonges                | 31                              | Arbigny, Asnières-sur-Saône, Bâgé-Dommartin, Bâgé-le-Châtel, Boissey, Boz, Chavannes-sur-Reyssouze, Chevroux, Courtes, Curciat-Dongalon, Feillens, Gorrevod, Lescheroux, Mantenay-Montlin, Manziat, Ozan, Pont-de-Vaux, Replonges, Reyssouze, Saint-André-de-Bâgé, Saint-Bénigne, Saint-Étienne-sur-Reyssouze, Saint-Jean-sur-Reyssouze, Saint-Julien-sur-Reyssouze, Saint-Nizier-le-Bouchoux, Saint-Trivier-de-Courtes, Sermoyer, Servignat, Vernoux, Vescours, Vésines. |
| Saint-Étienne-du-Bois    | Saint-Étienne-du-Bois    | 28                              | Beaupont, Bény, Bohas-Meyriat-Rignat, Chavannes-sur-Suran, Cize, Coligny, Cormoz, Corveissiat, Courmangoux, Domsure, Drom, Grand-Corent, Hautecourt-Romanèche, Jasseron, Marboz, Meillonnas, Nivigne et Suran, Pirajoux, Pouillat, Ramasse, Saint-Étienne-du-Bois, Salavre, Simandre-sur-Suran, Val-Revermont, Verjon, Villemotier, Villereversure. |
| Saint-Genis-Pouilly      | Saint-Genis-Pouilly      | 4                               | Ferney-Voltaire, Ornex, Prévessin-Moëns, Saint-Genis-Pouilly. |
| Thoiry                   | Thoiry                   | 16                              | Challex, Chevry, Chézery-Forens, Collonges, Crozet, Échenevex, Farges, Léaz, Lélex, Mijoux, Péron, Pougny, Saint-Jean-de-Gonville, Ségny, Sergy, Thoiry. |
| Trévoux                  | Trévoux                  | 12                              | Beauregard, Frans, Jassans-Riottier, Massieux, Misérieux, Parcieux, Reyrieux, Saint-Bernard, Saint-Didier-de-Formans, Sainte-Euphémie, Toussieux, Trévoux. |
| Villars-les-Dombes       | Villars-les-Dombes       | 25                              | Ambérieux-en-Dombes, Ars-sur-Formans, Baneins, Birieux, Bouligneux, Chaleins, Chaneins, Civrieux, Fareins, Francheleins, Lapeyrouse, Lurcy, Messimy-sur-Saône, Mionnay, Monthieux, Rancé, Relevant, Saint-André-de-Corcy, Saint-Jean-de-Thurigneux, Saint-Marcel, Saint-Trivier-sur-Moignans, Sainte-Olive, Savigneux, Villars-les-Dombes, Villeneuve. |
| Vonnas                   | Vonnas                   | 19                              | Bey, Biziat, Chanoz-Châtenay, Chaveyriat, Cormoranche-sur-Saône, Crottet, Cruzilles-lès-Mépillat, Grièges, Laiz, Mézériat, Perrex, Pont-de-Veyle, Saint-André-d'Huiriat, Saint-Cyr-sur-Menthon, Saint-Genis-sur-Menthon, Saint-Jean-sur-Veyle, Saint-Julien-sur-Veyle, Saint-Laurent-sur-Saône, Vonnas. |

## Allier (03) - 19 cantons
| Nom                       | Bureau centralisateur     | Communes                 | Communes |
| ------------------------- | ------------------------- | ------------------------ | --- |
| Bellerive-sur-Allier      | Bellerive-sur-Allier      | 11                       | Bellerive-sur-Allier, Broût-Vernet, Brugheas, Cognat-Lyonne, Escurolles, Espinasse-Vozelle, Hauterive, Saint-Didier-la-Forêt, Saint-Pont, Serbannes, Vendat. |
| Bourbon-l'Archambault     | Bourbon-l'Archambault     | 28                       | Ainay-le-Château, Bourbon-l'Archambault, Braize, Buxières-les-Mines, Cérilly, Château-sur-Allier, Couleuvre, Couzon, Franchesse, Isle-et-Bardais, Lételon, Limoise, Lurcy-Lévis, Meaulne-Vitray, Neure, Pouzy-Mésangy, Saint-Aubin-le-Monial, Saint-Bonnet-Tronçais, Saint-Hilaire, Saint-Léopardin-d'Augy, Saint-Plaisir, Theneuille, Urçay, Valigny, Le Veurdre, Vieure, Le Vilhain, Ygrande. |
| Commentry                 | Commentry                 | 24                       | Beaune-d'Allier, Bézenet, Blomard, Chamblet, Chappes, Chavenon, Colombier, Commentry, Deneuille-les-Mines, Doyet, Hyds, Louroux-de-Beaune, Malicorne, Montmarault, Montvicq, Murat, Saint-Angel, Saint-Bonnet-de-Four, Saint-Marcel-en-Murat, Saint-Priest-en-Murat, Sazeret, Verneix, Vernusse, Villefranche-d'Allier. |
| Cusset                    | Cusset                    | 4                        | Bost, Creuzier-le-Neuf, Creuzier-le-Vieux, Cusset. |
| Dompierre-sur-Besbre      | Dompierre-sur-Besbre      | 32                       | Avrilly, Beaulon, Le Bouchaud, La Chapelle-aux-Chasses, Chassenard, Chevagnes, Chézy, Coulanges, Diou, Dompierre-sur-Besbre, Le Donjon, Gannay-sur-Loire, Garnat-sur-Engièvre, Lenax, Loddes, Luneau, Lusigny, Molinet, Monétay-sur-Loire, Montaiguët-en-Forez, Montcombroux-les-Mines, Neuilly-en-Donjon, Paray-le-Frésil, Pierrefitte-sur-Loire, Le Pin, Saint-Didier-en-Donjon, Saint-Léger-sur-Vouzance, Saint-Martin-des-Lais, Saint-Pourçain-sur-Besbre, Saligny-sur-Roudon, Thiel-sur-Acolin, Vaumas.                    |
| Gannat                    | Gannat                    | 41                       | Barberier, Bègues, Bellenaves, Biozat, Chantelle, Chareil-Cintrat, Charmes, Charroux, Chezelle, Chirat-l'Église, Chouvigny, Coutansouze, Deneuille-lès-Chantelle, Ébreuil, Échassières, Étroussat, Fleuriel, Fourilles, Gannat, Jenzat, Lalizolle, Louroux-de-Bouble, Le Mayet-d'École, Mazerier, Monestier, Monteignet-sur-l'Andelot, Nades, Naves, Poëzat, Saint-Bonnet-de-Rochefort, Saint-Germain-de-Salles, Saint-Priest-d'Andelot, Saulzet, Sussat, Target, Taxat-Senat, Ussel-d'Allier, Valignat, Veauce, Vicq, Voussac. |
| Huriel                    | Huriel                    | 29                       | Archignat, Audes, Bizeneuille, Le Brethon, Chambérat, La Chapelaude, Chazemais, Cosne-d'Allier, Courçais, Estivareilles, Haut-Bocage, Hérisson, Huriel, Louroux-Bourbonnais, Mesples, Nassigny, Reugny, Saint-Caprais, Saint-Désiré, Saint-Éloy-d'Allier, Saint-Martinien, Saint-Palais, Saint-Sauvier, Sauvagny, Tortezais, Treignat, Vallon-en-Sully, Venas, Viplaix. |
| Lapalisse                 | Lapalisse                 | 31                       | Andelaroche, Arfeuilles, Arronnes, Barrais-Bussolles, Billezois, Le Breuil, Busset, La Chabanne, La Chapelle, Châtel-Montagne, Châtelus, Droiturier, Ferrières-sur-Sichon, La Guillermie, Isserpent, Lapalisse, Laprugne, Lavoine, Mariol, Le Mayet-de-Montagne, Molles, Nizerolles, Périgny, Saint-Christophe-en-Bourbonnais, Saint-Clément, Saint-Étienne-de-Vicq, Saint-Nicolas-des-Biefs, Saint-Pierre-Laval, Saint-Prix, Servilly, Le Vernet.                                                                              |
| Montluçon-1               | Montluçon                 | 3 + fraction Montluçon   | Domérat, Saint-Victor, Vaux et le premier quart de Montluçon. |
| Montluçon-2               | Montluçon                 | 1 + fraction Montluçon   | Désertines et le deuxième quart de Montluçon. |
| Montluçon-3               | Montluçon                 | 14 + fraction Montluçon  | Arpheuilles-Saint-Priest, La Celle, Durdat-Larequille, Marcillat-en-Combraille, Mazirat, Néris-les-Bains, La Petite-Marche, Ronnet, Saint-Fargeol, Saint-Genest, Saint-Marcel-en-Marcillat, Sainte-Thérence, Terjat, Villebret et le troisième quart de Montluçon. |
| Montluçon-4               | Montluçon                 | 6 + fraction Montluçon   | Lamaids, Lavault-Sainte-Anne, Lignerolles, Prémilhat, Quinssaines, Teillet-Argenty et le dernier quart de Montluçon. |
| Moulins-1                 | Moulins                   | 6 + fraction de Moulins  | Aubigny, Avermes, Bagneux, Coulandon, Montilly, Neuvy et la première moitié de Moulins. |
| Moulins-2                 | Moulins                   | 22 + fraction de Moulins | Bert, Bessay-sur-Allier, Chapeau, Châtelperron, Chavroches, Cindré, La Ferté-Hauterive, Gouise, Jaligny-sur-Besbre, Liernolles, Mercy, Montbeugny, Neuilly-le-Réal, Saint-Gérand-de-Vaux, Saint-Léon, Saint-Voir, Sorbier, Thionne, Toulon-sur-Allier, Treteau, Trézelles, Varennes-sur-Tèche et la seconde moitié de Moulins. |
| Saint-Pourçain-sur-Sioule | Saint-Pourçain-sur-Sioule | 22                       | Bayet, Billy, Boucé, Créchy, Langy, Loriges, Louchy-Montfand, Magnet, Marcenat, Montaigu-le-Blin, Montoldre, Montord, Paray-sous-Briailles, Rongères, Saint-Félix, Saint-Gérand-le-Puy, Saint-Loup, Saint-Pourçain-sur-Sioule, Sanssat, Saulcet, Seuillet, Varennes-sur-Allier. |
| Souvigny                  | Souvigny                  | 29                       | Agonges, Autry-Issards, Besson, Bransat, Bresnay, Bressolles, Cesset, Châtel-de-Neuvre, Châtillon, Chemilly, Contigny, Cressanges, Deux-Chaises, Gipcy, Laféline, Marigny, Meillard, Meillers, Monétay-sur-Allier, Le Montet, Noyant-d'Allier, Rocles, Saint-Menoux, Saint-Sornin, Souvigny, Le Theil, Treban, Tronget, Verneuil-en-Bourbonnais. |
| Vichy-1                   | Vichy                     | 3 + fraction de Vichy    | Charmeil, Saint-Germain-des-Fossés, Saint-Rémy-en-Rollat et la première moitié de Vichy. |
| Vichy-2                   | Vichy                     | 2 + fraction de Vichy    | Abrest, Saint-Yorre et la seconde moitié de Vichy. |
| Yzeure                    | Yzeure                    | 6                        | Aurouër, Gennetines, Saint-Ennemond, Trévol, Villeneuve-sur-Allier, Yzeure. |

## Ardèche (07) - 17 cantons
| Nom                      | Bureau centralisateur | Communes               | Communes |
| ------------------------ | --------------------- | ---------------------- | --- |
| Annonay-1                | Annonay               | 6 + fraction d'Annonay | Boulieu-lès-Annonay, Davézieux, Saint-Clair, Saint-Cyr, Saint-Marcel-lès-Annonay, Savas et la première moitié d'Annonay. |
| Annonay-2                | Annonay               | 9 + fraction d'Annonay | Monestier, Roiffieux, Saint-Julien-Vocance, Talencieux, Thorrenc, Vanosc, Vernosc-lès-Annonay, Villevocance, Vocance et la seconde moitié d'Annonay. |
| Aubenas-1                | Aubenas               | 14 + fraction Aubenas  | Aizac, Genestelle, Juvinas, Labastide-sur-Bésorgues, Labégude, Lachamp-Raphaël, Laviolle, Mézilhac, Saint-Andéol-de-Vals, Saint-Joseph-des-Bancs, Saint-Julien-du-Serre, Ucel, Vallées-d'Antraigues-Asperjoc, Vals-les-Bains et la première moitié d'Aubenas. |
| Aubenas-2                | Aubenas               | 14 + fraction Aubenas  | Ailhon, Fons, Lachapelle-sous-Aubenas, Lanas, Lentillères, Mercuer, Saint-Didier-sous-Aubenas, Saint-Étienne-de-Boulogne, Saint-Étienne-de-Fontbellon, Saint-Michel-de-Boulogne, Saint-Privat, Saint-Sernin, Vesseaux, Vinezac et la seconde moitié d'Aubenas. |
| Berg-Helvie              | Le Teil               | 19                     | Alba-la-Romaine, Aubignas, Berzème, Darbres, Lavilledieu, Lussas, Mirabel, Saint-Andéol-de-Berg, Saint-Germain, Saint-Gineys-en-Coiron, Saint-Jean-le-Centenier, Saint-Laurent-sous-Coiron, Saint-Maurice-d'Ibie, Saint-Pons, Saint-Thomé, Sceautres, Le Teil, Valvignères, Villeneuve-de-Berg. |
| Bourg-Saint-Andéol       | Bourg-Saint-Andéol    | 9                      | Bidon, Bourg-Saint-Andéol, Gras, Larnas, Saint-Just-d'Ardèche, Saint-Marcel-d'Ardèche, Saint-Martin-d'Ardèche, Saint-Montan, Viviers. |
| Les Cévennes ardéchoises | Les Vans              | 35                     | Les Assions, Banne, Beaulieu, Beaumont, Berrias-et-Casteljau, Chambonas, Chandolas, Dompnac, Faugères, Gravières, Joyeuse, Lablachère, Laboule, Loubaresse, Malarce-sur-la-Thines, Malbosc, Montselgues, Payzac, Planzolles, Ribes, Rocles, Rosières, Sablières, Saint-André-de-Cruzières, Saint-André-Lachamp, Saint-Genest-de-Beauzon, Saint-Mélany, Saint-Paul-le-Jeune, Saint-Pierre-Saint-Jean, Saint-Sauveur-de-Cruzières, Sainte-Marguerite-Lafigère, Les Salelles, Valgorge, Les Vans, Vernon. |
| Guilherand-Granges       | Guilherand-Granges    | 5                      | Châteaubourg, Cornas, Guilherand-Granges, Saint-Péray, Saint-Romain-de-Lerps. |
| Haut-Eyrieux             | Le Cheylard           | 44                     | Accons, Albon-d'Ardèche, Arcens, Beauvène, Belsentes, Borée, Chalencon, Le Chambon, Chanéac, Le Cheylard, Devesset, Dornas, Dunière-sur-Eyrieux, Gluiras, Issamoulenc, Jaunac, Lachapelle-sous-Chanéac, Marcols-les-Eaux, Mariac, Mars, Les Ollières-sur-Eyrieux, Rochepaule, La Rochette, Saint-Agrève, Saint-Andéol-de-Fourchades, Saint-André-en-Vivarais, Saint-Barthélemy-le-Meil, Saint-Christol, Saint-Cierge-sous-le-Cheylard, Saint-Clément, Saint-Étienne-de-Serre, Saint-Genest-Lachamp, Saint-Jean-Roure, Saint-Jeure-d'Andaure, Saint-Julien-d'Intres, Saint-Julien-du-Gua, Saint-Martial, Saint-Martin-de-Valamas, Saint-Maurice-en-Chalencon, Saint-Michel-d'Aurance, Saint-Michel-de-Chabrillanoux, Saint-Pierreville, Saint-Sauveur-de-Montagut, Saint-Vincent-de-Durfort. |
| Haut-Vivarais            | Lamastre              | 31                     | Alboussière, Ardoix, Arlebosc, Bozas, Champis, Colombier-le-Vieux, Le Crestet, Désaignes, Empurany, Gilhoc-sur-Ormèze, Labatie-d'Andaure, Lafarre, Lalouvesc, Lamastre, Nozières, Pailharès, Préaux, Quintenas, Saint-Alban-d'Ay, Saint-Barthélemy-Grozon, Saint-Basile, Saint-Félicien, Saint-Jeure-d'Ay, Saint-Pierre-sur-Doux, Saint-Prix, Saint-Romain-d'Ay, Saint-Sylvestre, Saint-Symphorien-de-Mahun, Saint-Victor, Satillieu, Vaudevant. |
| Haute-Ardèche            | Thueyts               | 40                     | Astet, Barnas, Le Béage, Borne, Burzet, Cellier-du-Luc, Chirols, Coucouron, Cros-de-Géorand, Fabras, Issanlas, Issarlès, Jaujac, Le Lac-d'Issarlès, Lachapelle-Graillouse, Lalevade-d'Ardèche, Lanarce, Laveyrune, Lavillatte, Lespéron, Mayres, Mazan-l'Abbaye, Meyras, Montpezat-sous-Bauzon, Péreyres, Le Plagnal, Pont-de-Labeaume, Prades, Le Roux, Sagnes-et-Goudoulet, Saint-Alban-en-Montagne, Saint-Cirgues-de-Prades, Saint-Cirgues-en-Montagne, Saint-Étienne-de-Lugdarès, Saint-Laurent-les-Bains-Laval-d'Aurelle, Saint-Pierre-de-Colombier, Sainte-Eulalie, La Souche, Thueyts, Usclades-et-Rieutord. |
| Le Pouzin                | Le Pouzin             | 13                     | Baix, Cruas, Meysse, Le Pouzin, Rochemaure, Rompon, Saint-Bauzile, Saint-Julien-en-Saint-Alban, Saint-Lager-Bressac, Saint-Martin-sur-Lavezon, Saint-Pierre-la-Roche, Saint-Symphorien-sous-Chomérac, Saint-Vincent-de-Barrès. |
| Privas                   | Privas                | 15                     | Alissas, Chomérac, Coux, Creysseilles, Flaviac, Freyssenet, Gourdon, Lyas, Pourchères, Pranles, Privas, Rochessauve, Saint-Priest, Veyras. |
| Rhône-Eyrieux            | La Voulte-sur-Rhône   | 17                     | Beauchastel, Boffres, Charmes-sur-Rhône, Châteauneuf-de-Vernoux, Gilhac-et-Bruzac, Saint-Apollinaire-de-Rias, Saint-Cierge-la-Serre, Saint-Fortunat-sur-Eyrieux, Saint-Georges-les-Bains, Saint-Jean-Chambre, Saint-Julien-le-Roux, Saint-Laurent-du-Pape, Silhac, Soyons, Toulaud, Vernoux-en-Vivarais, La Voulte-sur-Rhône. |
| Sarras                   | Sarras                | 19                     | Andance, Arras-sur-Rhône, Bogy, Brossainc, Champagne, Charnas, Colombier-le-Cardinal, Eclassan, Félines, Limony, Ozon, Peaugres, Peyraud, Saint-Désirat, Saint-Étienne-de-Valoux, Saint-Jacques-d'Atticieux, Sarras, Serrières, Vinzieux. |
| Tournon-sur-Rhône        | Tournon-sur-Rhône     | 13                     | Boucieu-le-Roi, Cheminas, Colombier-le-Jeune, Étables, Glun, Lemps, Mauves, Plats, Saint-Barthélemy-le-Plain, Saint-Jean-de-Muzols, Sécheras, Tournon-sur-Rhône, Vion. |
| Vallon-Pont-d'Arc        | Vallon-Pont-d'Arc     | 30                     | Balazuc, Bessas, Chassiers, Chauzon, Chazeaux, Grospierres, Joannas, Labastide-de-Virac, Labeaume, Lagorce, Largentière, Laurac-en-Vivarais, Montréal, Orgnac-l'Aven, Pradons, Prunet, Rochecolombe, Rocher, Ruoms, Saint-Alban-Auriolles, Saint-Maurice-d'Ardèche, Saint-Remèze, Salavas, Sampzon, Sanilhac, Tauriers, Uzer, Vagnas, Vallon-Pont-d'Arc, Vogüé. |

## Cantal (15) - 15 cantons
| Nom                    | Bureau centralisateur  | Communes                     | Communes |
| ---------------------- | ---------------------- | ---------------------------- | --- |
| Arpajon-sur-Cère       | Arpajon-sur-Cère       | 14                           | Arpajon-sur-Cère, Cassaniouze, Junhac, Labesserette, Lacapelle-del-Fraisse, Ladinhac, Lafeuillade-en-Vézie, Lapeyrugue, Leucamp, Montsalvy, Prunet, Sansac-Veinazès, Sénezergues, Vieillevie. |
| Aurillac-1             | Aurillac               | 1 + fraction d'Aurillac      | Ytrac et la première partie d'Aurillac. |
| Aurillac-2             | Aurillac               | Fraction d'Aurillac          | La deuxième partie d'Aurillac. |
| Aurillac-3             | Aurillac               | Fraction d'Aurillac          | La dernière partie d'Aurillac. |
| Mauriac                | Mauriac                | 20                           | Ally, Anglards-de-Salers, Barriac-les-Bosquets, Brageac, Chalvignac, Chaussenac, Drugeac, Escorailles, Le Fau, Fontanges, Mauriac, Pleaux, Saint-Bonnet-de-Salers, Saint-Martin-Cantalès, Saint-Martin-Valmeroux, Saint-Paul-de-Salers, Sainte-Eulalie, Salers, Salins, Le Vigean.                                                                                                  |
| Maurs                  | Maurs                  | 18                           | Boisset, Leynhac, Marcolès, Maurs, Montmurat, Puycapel, Quézac, Roannes-Saint-Mary, Rouziers, Saint-Antoine, Saint-Constant-Fournoulès, Saint-Étienne-de-Maurs, Saint-Julien-de-Toursac, Saint-Mamet-la-Salvetat, Saint-Santin-de-Maurs, Sansac-de-Marmiesse, Le Trioulou, Vitrac.                                                                                                  |
| Murat                  | Murat                  | 26                           | Albepierre-Bredons, Allanche, Celles, Chalinargues, La Chapelle-d'Alagnon, Charmensac, Chavagnac, Cheylade, Le Claux, Dienne, Joursac, Landeyrat, Laveissenet, Laveissière, Lavigerie, Murat, Neussargues-Moissac, Peyrusse, Pradiers, Saint-Saturnin, Sainte-Anastasie, Ségur-les-Villas, Ussel, Vernols, Vèze, Virargues.                                                         |
| Naucelles              | Naucelles              | 16                           | Besse, Crandelles, Freix-Anglards, Girgols, Jussac, Laroquevieille, Marmanhac, Naucelles, Reilhac, Saint-Cernin, Saint-Chamant, Saint-Cirgues-de-Malbert, Saint-Illide, Saint-Projet-de-Salers, Teissières-de-Cornet, Tournemire. |
| Neuvéglise-sur-Truyère | Neuvéglise-sur-Truyère | 27                           | Alleuze, Anglards-de-Saint-Flour, Anterrieux, Celoux, Chaliers, Chaudes-Aigues, Chazelles, Clavières, Deux-Verges, Espinasse, Fridefont, Jabrun, Lieutadès, Lorcières, Maurines, Neuvéglise-sur-Truyère, Rageade, Ruynes-en-Margeride, Saint-Georges, Saint-Martial, Saint-Rémy-de-Chaudes-Aigues, Saint-Urcize, Soulages, La Trinitat, Vabres, Val d'Arcomie, Védrines-Saint-Loup. |
| Riom-ès-Montagnes      | Riom-ès-Montagnes      | 23                           | Apchon, Auzers, Chanterelle, Collandres, Condat, Le Falgoux, Lugarde, Marcenat, Marchastel, Méallet, Menet, Montboudif, Montgreleix, Moussages, Riom-ès-Montagnes, Saint-Amandin, Saint-Bonnet-de-Condat, Saint-Étienne-de-Chomeil, Saint-Hippolyte, Saint-Vincent-de-Salers, Trizac, Valette, Le Vaulmier.                                                                         |
| Saint-Flour-1          | Saint-Flour            | 23 + fraction de Saint-Flour | Andelat, Auriac-l'Église, Bonnac, La Chapelle-Laurent, Coltines, Coren, Ferrières-Saint-Mary, Lastic, Laurie, Leyvaux, Massiac, Mentières, Molèdes, Molompize, Montchamp, Rézentières, Roffiac, Saint-Mary-le-Plain, Saint-Poncy, Talizat, Tiviers, Valjouze, Vieillespesse et la première partie de Saint-Flour.                                                                   |
| Saint-Flour-2          | Saint-Flour            | 16 + fraction de Saint-Flour | Brezons, Cézens, Cussac, Gourdièges, Lacapelle-Barrès, Malbo, Narnhac, Paulhac, Paulhenc, Pierrefort, Saint-Martin-sous-Vigouroux, Sainte-Marie, Tanavelle, Les Ternes, Valuéjols, Villedieu et la seconde partie de Saint-Flour. |
| Saint-Paul-des-Landes  | Saint-Paul-des-Landes  | 22                           | Arnac, Ayrens, Cayrols, Cros-de-Montvert, Glénat, Lacapelle-Viescamp, Laroquebrou, Montvert, Nieudan, Omps, Parlan, Rouffiac, Le Rouget-Pers, Roumégoux, Saint-Étienne-Cantalès, Saint-Gérons, Saint-Paul-des-Landes, Saint-Santin-Cantalès, Saint-Saury, Saint-Victor, La Ségalassière, Siran.                                                                                     |
| Vic-sur-Cère           | Vic-sur-Cère           | 23                           | Badailhac, Carlat, Cros-de-Ronesque, Giou-de-Mamou, Jou-sous-Monjou, Labrousse, Lascelle, Mandailles-Saint-Julien, Pailherols, Polminhac, Raulhac, Saint-Cirgues-de-Jordanne, Saint-Clément, Saint-Étienne-de-Carlat, Saint-Jacques-des-Blats, Saint-Simon, Teissières-lès-Bouliès, Thiézac, Velzic, Vézac, Vezels-Roussy, Vic-sur-Cère, Yolet.                                     |
| Ydes                   | Ydes                   | 19                           | Antignac, Arches, Bassignac, Beaulieu, Champagnac, Champs-sur-Tarentaine-Marchal, Jaleyrac, Lanobre, Madic, La Monselie, Le Monteil, Saignes, Saint-Pierre, Sauvat, Sourniac, Trémouille, Vebret, Veyrières, Ydes. |

## Drôme (26) - 19 cantons
| Nom                    | Bureau centralisateur      | Communes                         | Communes |
| ---------------------- | -------------------------- | -------------------------------- | --- |
| Bourg-de-Péage         | Bourg-de-Péage             | 2 + fraction de Romans-sur-Isère | Alixan, Bourg-de-Péage et la première partie de Romans-sur-Isère. |
| Crest                  | Crest                      | 28                               | Aouste-sur-Sye, Autichamp, Barcelonne, La Baume-Cornillane, Beaufort-sur-Gervanne, Chabrillan, Châteaudouble, Cobonne, Combovin, Crest, Divajeu, Eurre, Gigors-et-Lozeron, Grane, Mirabel-et-Blacons, Montclar-sur-Gervanne, Montmeyran, Montvendre, Omblèze, Ourches, Peyrus, Piégros-la-Clastre, Plan-de-Baix, La Répara-Auriples, La Roche-sur-Grane, Suze, Upie, Vaunaveys-la-Rochette. |
| Dieulefit              | Dieulefit                  | 44                               | Aleyrac, La Bâtie-Rolland, La Bégude-de-Mazenc, Bézaudun-sur-Bîne, Bonlieu-sur-Roubion, Bourdeaux, Bouvières, Charols, Cléon-d'Andran, Comps, Condillac, Crupies, Dieulefit, Eyzahut, Félines-sur-Rimandoule, Francillon-sur-Roubion, La Laupie, Manas, Marsanne, Montjoux, Mornans, Orcinas, Le Poët-Célard, Le Poët-Laval, Pont-de-Barret, Portes-en-Valdaine, Puygiron, Puy-Saint-Martin, Rochebaudin, Rochefort-en-Valdaine, Roche-Saint-Secret-Béconne, Roynac, Saint-Gervais-sur-Roubion, Saint-Marcel-les-Sauzet, Salettes, Saou, Sauzet, Souspierre, Soyans, Teyssières, Les Tonils, La Touche, Truinas, Vesc. |
| Le Diois               | Die                        | 61                               | Arnayon, Aubenasson, Aucelon, Aurel, Barnave, Barsac, La Bâtie-des-Fonds, Beaumont-en-Diois, Beaurières, Bellegarde-en-Diois, Boulc, Brette, Chalancon, Chamaloc, Charens, Chastel-Arnaud, Châtillon-en-Diois, La Chaudière, Die, Espenel, Establet, Eygluy-Escoulin, Glandage, Gumiane, Jonchères, Laval-d'Aix, Lesches-en-Diois, Luc-en-Diois, Lus-la-Croix-Haute, Marignac-en-Diois, Menglon, Miscon, Montlaur-en-Diois, Montmaur-en-Diois, La Motte-Chalancon, Pennes-le-Sec, Ponet-et-Saint-Auban, Pontaix, Poyols, Pradelle, Les Prés, Recoubeau-Jansac, Rimon-et-Savel, Rochefourchat, Romeyer, Rottier, Saillans, Saint-Andéol, Saint-Benoit-en-Diois, Saint-Dizier-en-Diois, Saint-Julien-en-Quint, Saint-Nazaire-le-Désert, Saint-Roman, Saint-Sauveur-en-Diois, Sainte-Croix, Solaure-en-Diois, Vachères-en-Quint, Val-Maravel, Valdrôme, Vercheny, Volvent. |
| Drôme des collines     | Saint-Donat-sur-l'Herbasse | 31                               | Arthémonay, Bathernay, Bren, Le Chalon, Charmes-sur-l'Herbasse, Châteauneuf-de-Galaure, Chavannes, Crépol, Épinouze, Geyssans, Le Grand-Serre, Hauterives, Lapeyrouse-Mornay, Lens-Lestang, Manthes, Margès, Marsaz, Montchenu, Montmiral, Moras-en-Valloire, Parnans, Ratières, Saint-Avit, Saint-Christophe-et-le-Laris, Saint-Donat-sur-l'Herbasse, Saint-Laurent-d'Onay, Saint-Martin-d'Août, Saint-Michel-sur-Savasse, Saint-Sorlin-en-Valloire, Tersanne, Valherbasse. |
| Grignan                | Grignan                    | 21                               | La Baume-de-Transit, Bouchet, Chamaret, Chantemerle-lès-Grignan, Colonzelle, Donzère, Les Granges-Gontardes, Grignan, Malataverne, Montbrison-sur-Lez, Montjoyer, Montségur-sur-Lauzon, Le Pègue, Réauville, Roussas, Rousset-les-Vignes, Saint-Pantaléon-les-Vignes, Salles-sous-Bois, Taulignan, Tulette, Valaurie. |
| Loriol-sur-Drôme       | Loriol-sur-Drôme           | 8                                | Allex, Ambonil, Cliousclat, Étoile-sur-Rhône, Livron-sur-Drôme, Loriol-sur-Drôme, Mirmande, Montoison. |
| Montélimar-1           | Montélimar                 | 5 + fraction de Montélimar       | Ancône, La Coucourde, Saulce-sur-Rhône, Savasse, Les Tourrettes et la première partie de Montélimar |
| Montélimar-2           | Montélimar                 | 4 + fraction de Montélimar       | Allan, Châteauneuf-du-Rhône, Espeluche, Montboucher-sur-Jabron et la seconde partie de Montélimar. |
| Nyons et Baronnies     | Nyons                      | 73                               | Arpavon, Aubres, Aulan, Ballons, Barret-de-Lioure, Beauvoisin, Bellecombe-Tarendol, Bénivay-Ollon, Bésignan, Buis-les-Baronnies, La Charce, Châteauneuf-de-Bordette, Chaudebonne, Chauvac-Laux-Montaux, Condorcet, Cornillac, Cornillon-sur-l'Oule, Curnier, Eygalayes, Eygaliers, Eyroles, Ferrassières, Izon-la-Bruisse, Laborel, Lachau, Lemps, Mérindol-les-Oliviers, Mévouillon, Mirabel-aux-Baronnies, Mollans-sur-Ouvèze, Montauban-sur-l'Ouvèze, Montaulieu, Montbrun-les-Bains, Montferrand-la-Fare, Montfroc, Montguers, Montréal-les-Sources, Nyons, Pelonne, La Penne-sur-l'Ouvèze, Piégon, Pierrelongue, Les Pilles, Plaisians, Le Poët-en-Percip, Le Poët-Sigillat, Pommerol, Propiac, Reilhanette, Rémuzat, Rioms, Rochebrune, La Roche-sur-le-Buis, La Rochette-du-Buis, Roussieux, Sahune, Saint-Auban-sur-l'Ouvèze, Saint-Ferréol-Trente-Pas, Sainte-Jalle, Saint-Maurice-sur-Eygues, Saint-May, Saint-Sauveur-Gouvernet, Sainte-Euphémie-sur-Ouvèze, Séderon, Valouse, Venterol, Verclause, Vercoiran, Vers-sur-Méouge, Villebois-les-Pins, Villeperdrix, Vinsobres. |
| Romans-sur-Isère       | Romans-sur-Isère           | 8 + fraction de Romans-sur-Isère | Châtillon-Saint-Jean, Clérieux, Génissieux, Mours-Saint-Eusèbe, Peyrins, Saint-Bardoux, Saint-Paul-lès-Romans, Triors et la seconde partie de Romans-sur-Isère. |
| Saint-Vallier          | Saint-Vallier              | 13                               | Albon, Andancette, Anneyron, Beausemblant, Claveyson, Fay-le-Clos, Laveyron, Ponsas, Saint-Barthélemy-de-Vals, Saint-Jean-de-Galaure, Saint-Rambert-d'Albon, Saint-Uze, Saint-Vallier. |
| Tain-l'Hermitage       | Tain-l'Hermitage           | 14                               | Beaumont-Monteux, Chanos-Curson, Chantemerle-les-Blés, Châteauneuf-sur-Isère, Crozes-Hermitage, Érôme, Gervans, Granges-les-Beaumont, Larnage, Mercurol-Veaunes, Pont-de-l'Isère, La Roche-de-Glun, Serves-sur-Rhône, Tain-l'Hermitage. |
| Le Tricastin           | Pierrelatte                | 8                                | Clansayes, La Garde-Adhémar, Pierrelatte, Rochegude, Saint-Paul-Trois-Châteaux, Saint-Restitut, Solérieux, Suze-la-Rousse. |
| Valence-1              | Valence                    | 2 + fraction de Valence          | Bourg-lès-Valence, Saint-Marcel-lès-Valence et la première partie de Valence. |
| Valence-2              | Valence                    | 3 + fraction de Valence          | Chabeuil, Malissard, Montélier et la deuxième partie de Valence. |
| Valence-3              | Valence                    | 4 + fraction de Valence          | Beaumont-lès-Valence, Beauvallon, Montéléger, Portes-lès-Valence et la troisième partie de Valence. |
| Valence-4              | Valence                    | Fraction de Valence              | La dernière partie de Valence. |
| Vercors-Monts du Matin | Chatuzange-le-Goubet       | 30                               | Barbières, La Baume-d'Hostun, Beauregard-Baret, Bésayes, Bouvante, Le Chaffal, La Chapelle-en-Vercors, Charpey, Chatuzange-le-Goubet, Échevis, Eymeux, Hostun, Jaillans, Léoncel, Marches, La Motte-Fanjas, Oriol-en-Royans, Rochechinard, Rochefort-Samson, Saint-Agnan-en-Vercors, Saint-Jean-en-Royans, Saint-Julien-en-Vercors, Saint-Laurent-en-Royans, Saint-Martin-en-Vercors, Saint-Martin-le-Colonel, Saint-Nazaire-en-Royans, Saint-Thomas-en-Royans, Saint-Vincent-la-Commanderie, Sainte-Eulalie-en-Royans, Vassieux-en-Vercors. |

## Isère (38) - 29 cantons
| Nom                  | Bureau centralisateur | Communes                 | Communes |
| -------------------- | --------------------- | ------------------------ | --- |
| Bièvre               | La Côte-Saint-André   | 44                       | Beaufort, Bossieu, Beauvoir-de-Marc, Bressieux, Brézins, Brion, Champier, Châtenay, Châtonnay, La Côte-Saint-André, Faramans, La Forteresse, La Frette, Gillonnay, Lentiol, Lieudieu, Marcilloles, Marcollin, Marnans, Meyssiez, Montfalcon, Mottier, Ornacieux-Balbins, Pajay, Penol, Plan, Porte des Bonnevaux, Royas, Roybon, Saint-Clair-sur-Galaure, Saint-Étienne-de-Saint-Geoirs, Saint-Geoirs, Saint-Hilaire-de-la-Côte, Saint-Michel-de-Saint-Geoirs, Saint-Paul-d'Izeaux, Saint-Pierre-de-Bressieux, Saint-Siméon-de-Bressieux, Sainte-Anne-sur-Gervonde, Sardieu, Savas-Mépin, Sillans, Thodure, Villeneuve-de-Marc, Viriville. |
| Bourgoin-Jallieu     | Bourgoin-Jallieu      | 14                       | Bourgoin-Jallieu, Châteauvilain, Domarin, Eclose-Badinières, Les Éparres, Meyrié, Nivolas-Vermelle, Ruy-Montceau, Saint-Chef, Saint-Marcel-Bel-Accueil, Saint-Savin, Salagnon, Sérézin-de-la-Tour, Succieu. |
| Chartreuse-Guiers    | Saint-Laurent-du-Pont | 23                       | Les Abrets-en-Dauphiné, Aoste, Charancieu, Chimilin, Entre-deux-Guiers, Granieu, Merlas, Miribel-les-Échelles, Le Pont-de-Beauvoisin, Pressins, Romagnieu, Saint-Albin-de-Vaulserre, Saint-Bueil, Saint-Christophe-sur-Guiers, Saint-Geoire-en-Valdaine, Saint-Jean-d'Avelanne, Saint-Joseph-de-Rivière, Saint-Laurent-du-Pont, Saint-Martin-de-Vaulserre, Saint-Pierre-de-Chartreuse, Saint-Pierre-d'Entremont, Velanne, Voissant. |
| Charvieu-Chavagneux  | Charvieu-Chavagneux   | 24                       | Annoisin-Chatelans, Anthon, Charvieu-Chavagneux, Chavanoz, Chozeau, Crémieu, Dizimieu, Hières-sur-Amby, Janneyrias, Leyrieu, Moras, Panossas, Pont-de-Chéruy, Saint-Baudille-de-la-Tour, Saint-Hilaire-de-Brens, Saint-Romain-de-Jalionas, Siccieu-Saint-Julien-et-Carisieu, Tignieu-Jameyzieu, Trept, Vénérieu, Vernas, Veyssilieu, Villemoirieu, Villette-d'Anthon. |
| Échirolles           | Échirolles            | 3                        | Bresson, Échirolles, Eybens. |
| Fontaine-Seyssinet   | Fontaine              | 3 + fraction de Fontaine | Claix, Seyssinet-Pariset, Seyssins et la première partie de Fontaine. |
| Fontaine-Vercors     | Fontaine              | 9 + fraction de Fontaine | Autrans-Méaudre-en-Vercors, Corrençon-en-Vercors, Engins, Lans-en-Vercors, Noyarey, Saint-Nizier-du-Moucherotte, Sassenage, Veurey-Voroize, Villard-de-Lans et la seconde partie de Fontaine. |
| Le Grand-Lemps       | Le Grand-Lemps        | 31                       | Apprieu, Belmont, Bévenais, Bilieu, Biol, Bizonnes, Blandin, Burcin, Châbons, Charavines, Chassignieu, Chélieu, Chirens, Colombe, Doissin, Eydoche, Flachères, Le Grand-Lemps, Izeaux, Longechenal, Massieu, Montferrat, Montrevel, Oyeu, Saint-Didier-de-Bizonnes, Saint-Ondras, Saint-Sulpice-des-Rivoires, Val-de-Virieu, Valencogne, Villages du Lac de Paladru. |
| Grenoble-1           | Grenoble              | Fraction de Grenoble     | La première partie de Grenoble. |
| Grenoble-2           | Grenoble              | 7 + fraction de Grenoble | Fontanil-Cornillon, Mont-Saint-Martin, Proveysieux, Quaix-en-Chartreuse, Saint-Égrève, Saint-Martin-le-Vinoux, Sarcenas et la deuxième partie de Grenoble. |
| Grenoble-3           | Grenoble              | Fraction de Grenoble     | La troisième partie de Grenoble. |
| Grenoble-4           | Grenoble              | Fraction de Grenoble     | La dernière partie de Grenoble. |
| Haut-Grésivaudan     | Pontcharra            | 24                       | Les Adrets, Allevard, Barraux, La Buissière, Le Champ-près-Froges, Chapareillan, La Chapelle-du-Bard, Le Cheylas, Crêts-en-Belledonne, La Flachère, Froges, Goncelin, Le Haut-Bréda, Hurtières, Le Moutaret, La Pierre, Pontcharra, Saint-Maximin, Saint-Vincent-de-Mercuze, Sainte-Marie-d'Alloix, Sainte-Marie-du-Mont, Tencin, Theys, Le Touvet. |
| L'Isle-d'Abeau       | L'Isle-d'Abeau        | 13                       | Chèzeneuve, Crachier, Culin, Four, L'Isle-d'Abeau, Maubec, Meyrieu-les-Étangs, Saint-Agnin-sur-Bion, Saint-Alban-de-Roche, Saint-Jean-de-Bournay, Tramolé, Vaulx-Milieu, Villefontaine. |
| Matheysine-Trièves   | La Mure               | 70                       | Ambel, Avignonet, Beaufin, Chantepérier, Château-Bernard, Châtel-en-Trièves, Chichilianne, Cholonge, Clelles, Cognet, Cornillon-en-Trièves, Corps, Les Côtes-de-Corps, Entraigues, Gresse-en-Vercors, Laffrey, Lalley, Lavaldens, Lavars, Marcieu, Mayres-Savel, Mens, Miribel-Lanchâtre, Monestier-d'Ambel, Monestier-de-Clermont, Monestier-du-Percy, Monteynard, La Motte-d'Aveillans, La Motte-Saint-Martin, La Mure, Nantes-en-Ratier, Notre-Dame-de-Vaulx, Oris-en-Rattier, Pellafol, Le Percy, Pierre-Châtel, Ponsonnas, Prébois, Prunières, Quet-en-Beaumont, Roissard, Saint-Andéol, Saint-Arey, Saint-Baudille-et-Pipet, Saint-Guillaume, Saint-Honoré, Saint-Jean-de-Vaulx, Saint-Jean-d'Hérans, Saint-Laurent-en-Beaumont, Saint-Martin-de-Clelles, Saint-Martin-de-la-Cluze, Saint-Maurice-en-Trièves, Saint-Michel-en-Beaumont, Saint-Michel-les-Portes, Saint-Paul-lès-Monestier, Saint-Pierre-de-Méaroz, Saint-Théoffrey, Sainte-Luce, La Salette-Fallavaux, La Salle-en-Beaumont, Siévoz, Sinard, Sousville, Susville, Treffort, Tréminis, Valbonnais, La Valette, Villard-Saint-Christophe. |
| Meylan               | Meylan                | 8                        | Corenc, Domène, Meylan, Montbonnot-Saint-Martin, Murianette, Le Sappey-en-Chartreuse, La Tronche. |
| Morestel             | Morestel              | 23                       | Arandon-Passins, Les Avenières Veyrins-Thuellin, La Balme-les-Grottes, Le Bouchage, Bouvesse-Quirieu, Brangues, Charette, Corbelin, Courtenay, Creys-Mépieu, Montalieu-Vercieu, Morestel, Optevoz, Parmilieu, Porcieu-Amblagnieu, Saint-Sorlin-de-Morestel, Saint-Victor-de-Morestel, Sermérieu, Soleymieu, Vasselin, Vertrieu, Vézeronce-Curtin, Vignieu. |
| Moyen Grésivaudan    | Crolles               | 15                       | Bernin, La Combe-de-Lancey, Crolles, Laval-en-Belledonne, Lumbin, Plateau-des-Petites-Roches, Revel, Saint-Ismier, Saint-Jean-le-Vieux, Saint-Mury-Monteymond, Saint-Nazaire-les-Eymes, Sainte-Agnès, La Terrasse, Le Versoud, Villard-Bonnot. |
| Oisans-Romanche      | Vizille               | 30                       | Allemond, Auris, Besse, Le Bourg-d'Oisans, Chamrousse, Clavans-en-Haut-Oisans, Les Deux Alpes, Le Freney-d'Oisans, La Garde, Huez, Livet-et-Gavet, Mizoën, Montchaboud, La Morte, Notre-Dame-de-Mésage, Ornon, Oulles, Oz, Saint-Barthélemy-de-Séchilienne, Saint-Christophe-en-Oisans, Saint-Martin-d'Uriage, Saint-Pierre-de-Mésage, Séchilienne, Vaujany, Vaulnaveys-le-Bas, Vaulnaveys-le-Haut, Villard-Notre-Dame, Villard-Reculas, Villard-Reymond, Vizille. |
| Pont-de-Claix        | Le Pont-de-Claix      | 12                       | Brié-et-Angonnes, Champagnier, Champ-sur-Drac, Le Gua, Herbeys, Jarrie, Notre-Dame-de-Commiers, Le Pont-de-Claix, Saint-Georges-de-Commiers, Saint-Paul-de-Varces, Varces-Allières-et-Risset, Vif. |
| Roussillon           | Roussillon            | 27                       | Agnin, Anjou, Beaurepaire, Bellegarde-Poussieu, Bougé-Chambalud, Chalons, Chanas, La Chapelle-de-Surieu, Cour-et-Buis, Jarcieu, Moissieu-sur-Dolon, Monsteroux-Milieu, Montseveroux, Pact, Le Péage-de-Roussillon, Pisieu, Pommier-de-Beaurepaire, Primarette, Revel-Tourdan, Roussillon, Sablons, Saint-Barthélemy, Saint-Julien-de-l'Herms, Saint-Romain-de-Surieu, Salaise-sur-Sanne, Sonnay, Ville-sous-Anjou. |
| Saint-Martin-d'Hères | Saint-Martin-d'Hères  | 4                        | Gières, Poisat, Saint-Martin-d'Hères, Venon. |
| Sud Grésivaudan      | Saint-Marcellin       | 44                       | L'Albenc, Auberives-en-Royans, Beaulieu, Beauvoir-en-Royans, Bessins, Chantesse, Chasselay, Châtelus, Chatte, Chevrières, Choranche, Cognin-les-Gorges, Cras, Izeron, Malleval-en-Vercors, Montagne, Morette, Murinais, Notre-Dame-de-l'Osier, Pont-en-Royans, Presles, Quincieu, Rencurel, La Rivière, Rovon, Saint-André-en-Royans, Saint-Antoine-l'Abbaye, Saint-Appolinard, Saint-Bonnet-de-Chavagne, Saint-Gervais, Saint-Hilaire-du-Rosier, Saint-Just-de-Claix, Saint-Lattier, Saint-Marcellin, Saint-Pierre-de-Chérennes, Saint-Romans, Saint-Sauveur, Saint-Vérand, Serre-Nerpol, La Sône, Têche, Varacieux, Vatilieu, Vinay. |
| La Tour-du-Pin       | La Tour-du-Pin        | 17                       | La Bâtie-Montgascon, Cessieu, La Chapelle-de-la-Tour, Dolomieu, Faverges-de-la-Tour, Montagnieu, Montcarra, Le Passage, Rochetoirin, Saint-André-le-Gaz, Saint-Clair-de-la-Tour, Saint-Didier-de-la-Tour, Saint-Jean-de-Soudain, Saint-Victor-de-Cessieu, Sainte-Blandine, Torchefelon, La Tour-du-Pin. |
| Tullins              | Tullins               | 13                       | Beaucroissant, Charnècles, Moirans, Montaud, Poliénas, Réaumont, Renage, Rives, Saint-Blaise-du-Buis, Saint-Jean-de-Moirans, Saint-Quentin-sur-Isère, Tullins, Vourey. |
| La Verpillière       | La Verpillière        | 16                       | Artas, Bonnefamille, Chamagnieu, Charantonnay, Diémoz, Frontonas, Grenay, Heyrieux, Oytier-Saint-Oblas, Roche, Saint-Georges-d'Espéranche, Saint-Just-Chaleyssin, Saint-Quentin-Fallavier, Satolas-et-Bonce, Valencin, La Verpillière. |
| Vienne-1             | Vienne                | 9 + fraction de Vienne   | Chasse-sur-Rhône, Chuzelles, Luzinay, Moidieu-Détourbe, Pont-Évêque, Septème, Serpaize, Seyssuel, Villette-de-Vienne et la première partie de Vienne. |
| Vienne-2             | Vienne                | 17 + fraction de Vienne  | Assieu, Auberives-sur-Varèze, Cheyssieu, Chonas-l'Amballan, Clonas-sur-Varèze, Les Côtes-d'Arey, Estrablin, Eyzin-Pinet, Jardin, Reventin-Vaugris, Les Roches-de-Condrieu, Saint-Alban-du-Rhône, Saint-Clair-du-Rhône, Saint-Maurice-l'Exil, Saint-Prim, Saint-Sorlin-de-Vienne, Vernioz et la seconde partie de Vienne. |
| Voiron               | Voiron                | 10                       | La Buisse, Coublevie, La Murette, Saint-Aupre, Saint-Cassien, Saint-Étienne-de-Crossey, Saint-Nicolas-de-Macherin, La Sure en Chartreuse, Voiron, Voreppe. |

## Loire (42) - 21 cantons
| Nom                      | Bureau centralisateur    | Communes                      | Communes |
| ------------------------ | ------------------------ | ----------------------------- | --- |
| Andrézieux-Bouthéon      | Andrézieux-Bouthéon      | 15                            | Andrézieux-Bouthéon, Aveizieux, Bellegarde-en-Forez, Boisset-lès-Montrond, Chambœuf, Craintilleux, Cuzieu, Montrond-les-Bains, Rivas, Saint-André-le-Puy, Saint-Bonnet-les-Oules, Saint-Galmier, Unias, Veauche, Veauchette. |
| Boën-sur-Lignon          | Boën-sur-Lignon          | 48                            | Ailleux, Arthun, Boën-sur-Lignon, Bully, Bussy-Albieux, Cervières, Cezay, Chalmazel-Jeansagnière, La Chamba, La Chambonie, Champdieu, Châtelneuf, La Côte-Saint-Didier, Essertines-en-Châtelneuf, Grézolles, Leigneux, Luré, Marcilly-le-Châtel, Marcoux, Montverdun, Noirétable, Nollieux, Palogneux, Pommiers-en-Forez, Pralong, Sail-sous-Couzan, Saint-Bonnet-le-Courreau, Saint-Étienne-le-Molard, Saint-Georges-de-Baroille, Saint-Georges-en-Couzan, Saint-Germain-Laval, Saint-Jean-la-Vêtre, Saint-Julien-d'Oddes, Saint-Just-en-Bas, Saint-Martin-la-Sauveté, Saint-Polgues, Saint-Priest-la-Vêtre, Saint-Sixte, Sainte-Agathe-la-Bouteresse, Sainte-Foy-Saint-Sulpice, Les Salles, Sauvain, Solore-en-Forez, Souternon, Trelins, La Valla-sur-Rochefort, Vêtre-sur-Anzon, Vézelin-sur-Loire. |
| Charlieu                 | Charlieu                 | 31                            | Arcinges, Belleroche, Belmont-de-la-Loire, La Bénisson-Dieu, Boyer, Briennon, Le Cergne, Chandon, Charlieu, Combre, Coutouvre, Cuinzier, Écoche, La Gresle, Jarnosse, Maizilly, Mars, Montagny, Nandax, Pouilly-sous-Charlieu, Pradines, Régny, Saint-Denis-de-Cabanne, Saint-Germain-la-Montagne, Saint-Hilaire-sous-Charlieu, Saint-Nizier-sous-Charlieu, Saint-Pierre-la-Noaille, Saint-Victor-sur-Rhins, Sevelinges, Villers, Vougy. |
| Le Coteau                | Le Coteau                | 29                            | Balbigny, Bussières, Chirassimont, Commelle-Vernay, Cordelle, Le Coteau, Croizet-sur-Gand, Fourneaux, Lay, Machézal, Neaux, Néronde, Neulise, Notre-Dame-de-Boisset, Parigny, Perreux, Pinay, Saint-Cyr-de-Favières, Saint-Cyr-de-Valorges, Saint-Jodard, Saint-Just-la-Pendue, Saint-Marcel-de-Félines, Saint-Priest-la-Roche, Saint-Symphorien-de-Lay, Saint-Vincent-de-Boisset, Sainte-Agathe-en-Donzy, Sainte-Colombe-sur-Gand, Vendranges, Violay. |
| Feurs                    | Feurs                    | 33                            | Chambéon, Châtelus, Chazelles-sur-Lyon, Chevrières, Civens, Cleppé, Cottance, Épercieux-Saint-Paul, Essertines-en-Donzy, Feurs, La Gimond, Grammond, Jas, Marclopt, Maringes, Mizérieux, Montchal, Nervieux, Panissières, Poncins, Pouilly-lès-Feurs, Rozier-en-Donzy, Saint-Barthélemy-Lestra, Saint-Cyr-les-Vignes, Saint-Denis-sur-Coise, Saint-Laurent-la-Conche, Saint-Martin-Lestra, Saint-Médard-en-Forez, Salt-en-Donzy, Salvizinet, Valeille, Viricelles, Virigneux. |
| Firminy                  | Firminy                  | 5                             | Caloire, Firminy, Fraisses, Saint-Paul-en-Cornillon, Unieux. |
| Montbrison               | Montbrison               | 31                            | Bard, Boisset-Saint-Priest, Chalain-d'Uzore, Chalain-le-Comtal, La Chapelle-en-Lafaye, Chazelles-sur-Lavieu, Chenereilles, Écotay-l'Olme, Grézieux-le-Fromental, Gumières, L'Hôpital-le-Grand, Lavieu, Lérigneux, Lézigneux, Luriecq, Magneux-Haute-Rive, Margerie-Chantagret, Marols, Montarcher, Montbrison, Mornand-en-Forez, Précieux, Roche-en-Forez, Saint-Georges-Haute-Ville, Saint-Jean-Soleymieux, Saint-Paul-d'Uzore, Saint-Romain-le-Puy, Saint-Thomas-la-Garde, Savigneux, Soleymieux, Verrières-en-Forez. |
| Le Pilat                 | Pélussin                 | 35                            | Le Bessat, Bessey, Bourg-Argental, Burdignes, La Chapelle-Villars, Chavanay, Chuyer, Colombier, Doizieux, Graix, Jonzieux, Lupé, Maclas, Malleval, Marlhes, Pavezin, Pélussin, Planfoy, Roisey, Saint-Appolinard, Saint-Genest-Malifaux, Saint-Julien-Molin-Molette, Saint-Michel-sur-Rhône, Saint-Pierre-de-Bœuf, Saint-Régis-du-Coin, Saint-Romain-les-Atheux, Saint-Sauveur-en-Rue, Sainte-Croix-en-Jarez, Tarentaise, La Terrasse-sur-Dorlay, Thélis-la-Combe, La Valla-en-Gier, Véranne, Vérin, La Versanne. |
| Renaison                 | Renaison                 | 36                            | Ambierle, Arcon, Champoly, Changy, Chausseterre, Cherier, Cremeaux, Le Crozet, Juré, Lentigny, Noailly, Les Noës, Ouches, La Pacaudière, Pouilly-les-Nonains, Renaison, Sail-les-Bains, Saint-Alban-les-Eaux, Saint-André-d'Apchon, Saint-Bonnet-des-Quarts, Saint-Forgeux-Lespinasse, Saint-Germain-Lespinasse, Saint-Haon-le-Châtel, Saint-Haon-le-Vieux, Saint-Jean-Saint-Maurice-sur-Loire, Saint-Just-en-Chevalet, Saint-Marcel-d'Urfé, Saint-Martin-d'Estréaux, Saint-Priest-la-Prugne, Saint-Rirand, Saint-Romain-d'Urfé, Saint-Romain-la-Motte, La Tuilière, Urbise, Villemontais, Vivans. |
| Rive-de-Gier             | Rive-de-Gier             | 11                            | Châteauneuf, Dargoire, Farnay, Genilac, La Grand-Croix, Lorette, Rive-de-Gier, Saint-Joseph, Saint-Martin-la-Plaine, Saint-Paul-en-Jarez, Tartaras. |
| Roanne-1                 | Roanne                   | 1 + fraction de Roanne        | Mably et la première partie de Roanne. |
| Roanne-2                 | Roanne                   | 3 + fraction de Roanne        | Riorges, Saint-Léger-sur-Roanne, Villerest et la seconde partie de Roanne. |
| Saint-Chamond            | Saint-Chamond            | 2                             | L'Horme, Saint-Chamond. |
| Saint-Étienne-1          | Saint-Étienne            | Fraction de Saint-Étienne     | La première partie de Saint-Étienne. |
| Saint-Étienne-2          | Saint-Étienne            | 2 + fraction de Saint-Étienne | Le Chambon-Feugerolles, La Ricamarie et la deuxième partie de Saint-Étienne. |
| Saint-Étienne-3          | Saint-Étienne            | 2 + fraction de Saint-Étienne | Roche-la-Molière, Saint-Genest-Lerpt et la troisième partie de Saint-Étienne. |
| Saint-Étienne-4          | Saint-Étienne            | 1 + fraction de Saint-Étienne | Villars et la quatrième partie de Saint-Étienne. |
| Saint-Étienne-5          | Saint-Étienne            | 2 + fraction de Saint-Étienne | Saint-Jean-Bonnefonds, Saint-Priest-en-Jarez et la cinquième partie de Saint-Étienne. |
| Saint-Étienne-6          | Saint-Étienne            | Fraction de Saint-Étienne     | La dernière partie de Saint-Étienne. |
| Saint-Just-Saint-Rambert | Saint-Just-Saint-Rambert | 18                            | Aboën, Apinac, Bonson, Chambles, Estivareilles, Merle-Leignec, Périgneux, Rozier-Côtes-d'Aurec, Saint-Bonnet-le-Château, Saint-Cyprien, Saint-Hilaire-Cusson-la-Valmitte, Saint-Just-Saint-Rambert, Saint-Marcellin-en-Forez, Saint-Maurice-en-Gourgois, Saint-Nizier-de-Fornas, Sury-le-Comtal, La Tourette, Usson-en-Forez. |
| Sorbiers                 | Sorbiers                 | 13                            | Cellieu, Chagnon, L'Étrat, Fontanès, La Fouillouse, Marcenod, Saint-Christo-en-Jarez, Saint-Héand, Saint-Romain-en-Jarez, Sorbiers, La Talaudière, La Tour-en-Jarez, Valfleury. |

## Haute-Loire (43) - 19 cantons
| Nom                              | Bureau centralisateur  | Communes                     | Communes |
| -------------------------------- | ---------------------- | ---------------------------- | --- |
| Aurec-sur-Loire                  | Aurec-sur-Loire        | 4                            | Aurec-sur-Loire, Pont-Salomon, Saint-Ferréol-d'Auroure, Saint-Just-Malmont. |
| Bas-en-Basset                    | Bas-en-Basset          | 9                            | Bas-en-Basset, Beauzac, Boisset, Malvalette, Retournac, Saint-André-de-Chalencon, Solignac-sous-Roche, Tiranges, Valprivas. |
| Boutières                        | Tence                  | 12                           | Chenereilles, Dunières, Le Mas-de-Tence, Montfaucon-en-Velay, Montregard, Raucoules, Riotord, Saint-Bonnet-le-Froid, Saint-Jeures, Saint-Julien-Molhesabate, Saint-Romain-Lachalm, Tence. |
| Brioude                          | Brioude                | 12                           | Beaumont, Bournoncle-Saint-Pierre, Brioude, Chaniat, Cohade, Fontannes, Lamothe, Lavaudieu, Paulhac, Saint-Géron, Saint-Laurent-Chabreuges, Vieille-Brioude. |
| Deux Rivières et Vallées         | Sainte-Sigolène        | 5                            | Saint-Didier-en-Velay, Saint-Pal-de-Mons, Saint-Victor-Malescours, Sainte-Sigolène, La Séauve-sur-Semène. |
| Emblavez-et-Meygal               | Saint-Julien-Chapteuil | 14                           | Beaulieu, Chamalières-sur-Loire, Lavoûte-sur-Loire, Malrevers, Mézères, Le Pertuis, Queyrières, Rosières, Saint-Étienne-Lardeyrol, Saint-Hostien, Saint-Julien-Chapteuil, Saint-Pierre-Eynac, Saint-Vincent, Vorey. |
| Gorges de l'Allier-Gévaudan      | Langeac                | 26                           | Auvers, La Besseyre-Saint-Mary, Chanaleilles, Chanteuges, Charraix, Chazelles, Cubelles, Desges, Esplantas-Vazeilles, Grèzes, Langeac, Monistrol-d'Allier, Pébrac, Pinols, Prades, Saint-Arcons-d'Allier, Saint-Bérain, Saint-Christophe-d'Allier, Saint-Julien-des-Chazes, Saint-Préjet-d'Allier, Saint-Vénérand, Saugues, Siaugues-Sainte-Marie, Tailhac, Thoras, Venteuges. |
| Mézenc                           | Le Chambon-sur-Lignon  | 21                           | Alleyrac, Chadron, Le Chambon-sur-Lignon, Champclause, Chaudeyrolles, Les Estables, Fay-sur-Lignon, Freycenet-la-Cuche, Freycenet-la-Tour, Goudet, Lantriac, Laussonne, Mazet-Saint-Voy, Le Monastier-sur-Gazeille, Montusclat, Moudeyres, Présailles, Saint-Front, Saint-Martin-de-Fugères, Salettes, Les Vastres. |
| Monistrol-sur-Loire              | Monistrol-sur-Loire    | 4                            | La Chapelle-d'Aurec, Monistrol-sur-Loire, Saint-Maurice-de-Lignon, Les Villettes. |
| Pays de Lafayette                | Mazeyrat-d'Allier      | 41                           | Ally, Arlet, Aubazat, Blassac, Cerzat, Chassagnes, Chastel, Chavaniac-Lafayette, Chilhac, La Chomette, Collat, Couteuges, Cronce, Domeyrat, Ferrussac, Frugières-le-Pin, Javaugues, Jax, Josat, Lavoûte-Chilhac, Lubilhac, Mazerat-Aurouze, Mazeyrat-d'Allier, Mercœur, Montclard, Paulhaguet, Saint-Austremoine, Saint-Beauzire, Saint-Cirgues, Saint-Didier-sur-Doulon, Saint-Georges-d'Aurac, Saint-Ilpize, Saint-Just-près-Brioude, Saint-Préjet-Armandon, Saint-Privat-du-Dragon, Sainte-Eugénie-de-Villeneuve, Sainte-Marguerite, Salzuit, Vals-le-Chastel, Villeneuve-d'Allier, Vissac-Auteyrac. |
| Plateau du Haut-Velay granitique | Craponne-sur-Arzon     | 26                           | Allègre, Beaune-sur-Arzon, Berbezit, Bonneval, La Chaise-Dieu, La Chapelle-Bertin, La Chapelle-Geneste, Chomelix, Cistrières, Connangles, Craponne-sur-Arzon, Félines, Jullianges, Laval-sur-Doulon, Malvières, Monlet, Roche-en-Régnier, Saint-Georges-Lagricol, Saint-Jean-d'Aubrigoux, Saint-Julien-d'Ance, Saint-Pal-de-Chalencon, Saint-Pal-de-Senouire, Saint-Pierre-du-Champ, Saint-Victor-sur-Arlanc, Sembadel, Varennes-Saint-Honorat. |
| Puy-en-Velay-1                   | Puy-en-Velay           | 3 + fraction du Puy-en-Velay | Ceyssac, Espaly-Saint-Marcel, Vals-près-le-Puy et la première partie de Puy-en-Velay. |
| Puy-en-Velay-2                   | Puy-en-Velay           | 5 + fraction du Puy-en-Velay | Aiguilhe, Chadrac, Chaspinhac, Le Monteil, Polignac et la deuxième partie de Puy-en-Velay. |
| Puy-en-Velay-3                   | Puy-en-Velay           | 3 + fraction du Puy-en-Velay | Blavozy, Brives-Charensac, Saint-Germain-Laprade et la troisième partie de Puy-en-Velay. |
| Puy-en-Velay-4                   | Puy-en-Velay           | 2 + fraction du Puy-en-Velay | Arsac-en-Velay, Coubon et la dernière partie de Puy-en-Velay. |
| Saint-Paulien                    | Saint-Paulien          | 18                           | Bellevue-la-Montagne, Blanzac, Borne, Céaux-d'Allègre, Chaspuzac, Fix-Saint-Geneys, Lissac, Loudes, Saint-Geneys-près-Saint-Paulien, Saint-Jean-de-Nay, Saint-Paulien, Saint-Privat-d'Allier, Saint-Vidal, Sanssac-l'Église, Vazeilles-Limandre, Vergezac, Vernassal, Le Vernet. |
| Sainte-Florine                   | Sainte-Florine         | 21                           | Agnat, Autrac, Auzon, Azérat, Blesle, Chambezon, Champagnac-le-Vieux, Chassignolles, Espalem, Frugerès-les-Mines, Grenier-Montgon, Lempdes-sur-Allagnon, Léotoing, Lorlanges, Saint-Étienne-sur-Blesle, Saint-Hilaire, Saint-Vert, Sainte-Florine, Torsiac, Vergongheon, Vézézoux. |
| Velay volcanique                 | Cussac-sur-Loire       | 23                           | Alleyras, Arlempdes, Bains, Barges, Le Bouchet-Saint-Nicolas, Le Brignon, Cayres, Costaros, Cussac-sur-Loire, Lafarre, Landos, Ouides, Pradelles, Rauret, Saint-Arcons-de-Barges, Saint-Christophe-sur-Dolaizon, Saint-Étienne-du-Vigan, Saint-Haon, Saint-Jean-Lachalm, Saint-Paul-de-Tartas, Séneujols, Solignac-sur-Loire, Vielprat. |
| Yssingeaux                       | Yssingeaux             | 7                            | Araules, Beaux, Bessamorel, Grazac, Lapte, Saint-Julien-du-Pinet, Yssingeaux. |

## Puy-de-Dôme(63)- 31 cantons
| Canton | Commune                        | Code Insee |
| --- | ------------------------------ | ---------- |
| Aigueperse | Aigueperse                     | 63001      |
| Aigueperse | Artonne                        | 63012      |
| Aigueperse | Aubiat                         | 63013      |
| Aigueperse | Bussières-et-Pruns             | 63061      |
| Aigueperse | Chappes                        | 63089      |
| Aigueperse | Chaptuzat                      | 63090      |
| Aigueperse | Chavaroux                      | 63107      |
| Aigueperse | Clerlande                      | 63112      |
| Aigueperse | Effiat                         | 63143      |
| Aigueperse | Ennezat                        | 63148      |
| Aigueperse | Entraigues                     | 63149      |
| Aigueperse | Les Martres-d'Artière          | 63213      |
| Aigueperse | Lussat                         | 63200      |
| Aigueperse | Martres-sur-Morge              | 63215      |
| Aigueperse | Montpensier                    | 63240      |
| Aigueperse | Saint-Agoulin                  | 63311      |
| Aigueperse | Saint-Genès-du-Retz            | 63347      |
| Aigueperse | Saint-Ignat                    | 63362      |
| Aigueperse | Saint-Laure                    | 63372      |
| Aigueperse | Sardon                         | 63406      |
| Aigueperse | Surat                          | 63424      |
| Aigueperse | Thuret                         | 63432      |
| Aigueperse | Varennes-sur-Morge             | 63443      |
| Aigueperse | Vensat                         | 63446      |
| Ambert | Ambert                         | 63003      |
| Ambert | Arlanc                         | 63010      |
| Ambert | Baffie                         | 63027      |
| Ambert | Beurières                      | 63039      |
| Ambert | Champétières                   | 63081      |
| Ambert | Chaumont-le-Bourg              | 63105      |
| Ambert | Doranges                       | 63137      |
| Ambert | Dore-l'Église                  | 63139      |
| Ambert | Églisolles                     | 63147      |
| Ambert | Grandrif                       | 63173      |
| Ambert | Job                            | 63179      |
| Ambert | La Chaulme                     | 63104      |
| Ambert | La Forie                       | 63161      |
| Ambert | Marsac-en-Livradois            | 63211      |
| Ambert | Mayres                         | 63218      |
| Ambert | Medeyrolles                    | 63221      |
| Ambert | Novacelles                     | 63256      |
| Ambert | Saillant                       | 63309      |
| Ambert | Saint-Alyre-d'Arlanc           | 63312      |
| Ambert | Saint-Anthème                  | 63319      |
| Ambert | Saint-Clément-de-Valorgue      | 63331      |
| Ambert | Saint-Ferréol-des-Côtes        | 63341      |
| Ambert | Saint-Just                     | 63371      |
| Ambert | Saint-Martin-des-Olmes         | 63374      |
| Ambert | Saint-Romain                   | 63394      |
| Ambert | Saint-Sauveur-la-Sagne         | 63398      |
| Ambert | Sauvessanges                   | 63412      |
| Ambert | Thiolières                     | 63431      |
| Ambert | Valcivières                    | 63441      |
| Ambert | Viverols                       | 63465      |
| Aubière | Aubière                        | 63014      |
| Aubière | Pérignat-lès-Sarliève          | 63272      |
| Aubière | Romagnat                       | 63307      |
| Beaumont | Beaumont                       | 63032      |
| Beaumont | Ceyrat                         | 63070      |
| Beaumont | Saint-Genès-Champanelle        | 63345      |
| Billom | Beauregard-l'Évêque            | 63034      |
| Billom | Billom                         | 63040      |
| Billom | Bongheat                       | 63044      |
| Billom | Bouzel                         | 63049      |
| Billom | Chas                           | 63096      |
| Billom | Chauriat                       | 63106      |
| Billom | Égliseneuve-près-Billom        | 63146      |
| Billom | Espirat                        | 63154      |
| Billom | Estandeuil                     | 63155      |
| Billom | Fayet-le-Château               | 63157      |
| Billom | Glaine-Montaigut               | 63168      |
| Billom | Isserteaux                     | 63177      |
| Billom | Mauzun                         | 63216      |
| Billom | Montmorin                      | 63239      |
| Billom | Neuville                       | 63252      |
| Billom | Reignat                        | 63297      |
| Billom | Saint-Bonnet-lès-Allier        | 63325      |
| Billom | Saint-Dier-d'Auvergne          | 63334      |
| Billom | Saint-Jean-des-Ollières        | 63365      |
| Billom | Saint-Julien-de-Coppel         | 63368      |
| Billom | Trézioux                       | 63438      |
| Billom | Vassel                         | 63445      |
| Billom | Vertaizon                      | 63453      |
| Billom, Pont-du-Château                                                                                                | Mur-sur-Allier                 | 63226      |
| Brassac-les-Mines | Antoingt                       | 63005      |
| Brassac-les-Mines | Anzat-le-Luguet                | 63006      |
| Brassac-les-Mines | Apchat                         | 63007      |
| Brassac-les-Mines | Ardes                          | 63009      |
| Brassac-les-Mines | Augnat                         | 63017      |
| Brassac-les-Mines | Auzat-la-Combelle              | 63022      |
| Brassac-les-Mines | Bansat                         | 63029      |
| Brassac-les-Mines | Beaulieu                       | 63031      |
| Brassac-les-Mines | Bergonne                       | 63036      |
| Brassac-les-Mines | Boudes                         | 63046      |
| Brassac-les-Mines | Brassac-les-Mines              | 63050      |
| Brassac-les-Mines | Chalus                         | 63074      |
| Brassac-les-Mines | Champagnat-le-Jeune            | 63079      |
| Brassac-les-Mines | Charbonnier-les-Mines          | 63091      |
| Brassac-les-Mines | Chassagne                      | 63097      |
| Brassac-les-Mines | Collanges                      | 63114      |
| Brassac-les-Mines | Dauzat-sur-Vodable             | 63134      |
| Brassac-les-Mines | Égliseneuve-des-Liards         | 63145      |
| Brassac-les-Mines | Esteil                         | 63156      |
| Brassac-les-Mines | Gignat                         | 63166      |
| Brassac-les-Mines | Jumeaux                        | 63182      |
| Brassac-les-Mines | La Chapelle-Marcousse          | 63087      |
| Brassac-les-Mines | La Chapelle-sur-Usson          | 63088      |
| Brassac-les-Mines | La Godivelle                   | 63169      |
| Brassac-les-Mines | Lamontgie                      | 63185      |
| Brassac-les-Mines | Le Breuil-sur-Couze            | 63052      |
| Brassac-les-Mines | Le Vernet-Chaméane             | 63448      |
| Brassac-les-Mines | Les Pradeaux                   | 63287      |
| Brassac-les-Mines | Madriat                        | 63202      |
| Brassac-les-Mines | Mareugheol                     | 63209      |
| Brassac-les-Mines | Mazoires                       | 63220      |
| Brassac-les-Mines | Moriat                         | 63242      |
| Brassac-les-Mines | Nonette-Orsonnette             | 63255      |
| Brassac-les-Mines | Parentignat                    | 63270      |
| Brassac-les-Mines | Peslières                      | 63277      |
| Brassac-les-Mines | Rentières                      | 63299      |
| Brassac-les-Mines | Roche-Charles-la-Mayrand       | 63303      |
| Brassac-les-Mines | Saint-Alyre-ès-Montagne        | 63313      |
| Brassac-les-Mines | Saint-Étienne-sur-Usson        | 63340      |
| Brassac-les-Mines | Saint-Genès-la-Tourette        | 63348      |
| Brassac-les-Mines | Saint-Germain-Lembron          | 63352      |
| Brassac-les-Mines | Saint-Gervazy                  | 63356      |
| Brassac-les-Mines | Saint-Hérent                   | 63357      |
| Brassac-les-Mines | Saint-Jean-Saint-Gervais       | 63367      |
| Brassac-les-Mines | Saint-Jean-en-Val              | 63366      |
| Brassac-les-Mines | Saint-Martin-d'Ollières        | 63376      |
| Brassac-les-Mines | Saint-Martin-des-Plains        | 63375      |
| Brassac-les-Mines | Saint-Quentin-sur-Sauxillanges | 63389      |
| Brassac-les-Mines | Saint-Rémy-de-Chargnat         | 63392      |
| Brassac-les-Mines | Sauxillanges                   | 63415      |
| Brassac-les-Mines | Sugères                        | 63423      |
| Brassac-les-Mines | Ternant-les-Eaux               | 63429      |
| Brassac-les-Mines | Usson                          | 63439      |
| Brassac-les-Mines | Valz-sous-Châteauneuf          | 63442      |
| Brassac-les-Mines | Varennes-sur-Usson             | 63444      |
| Brassac-les-Mines | Vichel                         | 63456      |
| Brassac-les-Mines | Villeneuve                     | 63458      |
| Cébazat | Blanzat                        | 63042      |
| Cébazat | Cébazat                        | 63063      |
| Cébazat | Durtol                         | 63141      |
| Cébazat | Nohanent                       | 63254      |
| Cébazat | Sayat                          | 63417      |
| Chamalières | Chamalières                    | 63075      |
| Chamalières | Royat                          | 63308      |
| Châtel-Guyon | Châteaugay                     | 63099      |
| Châtel-Guyon | Châtel-Guyon                   | 63103      |
| Châtel-Guyon | Enval                          | 63150      |
| Châtel-Guyon | Malauzat                       | 63203      |
| Châtel-Guyon | Marsat                         | 63212      |
| Châtel-Guyon | Ménétrol                       | 63224      |
| Châtel-Guyon | Mozac                          | 63245      |
| Châtel-Guyon | Volvic                         | 63470      |
| Clermont-Ferrand-1, Clermont-Ferrand-2, Clermont-Ferrand-3, Clermont-Ferrand-4, Clermont-Ferrand-5, Clermont-Ferrand-6 | Clermont-Ferrand(préfecture)   | 63113      |
| Cournon-d'Auvergne | Cournon-d'Auvergne             | 63124      |
| Cournon-d'Auvergne | Le Cendre                      | 63069      |
| Gerzat | Aulnat                         | 63019      |
| Gerzat | Gerzat                         | 63164      |
| Gerzat | Malintrat                      | 63204      |
| Gerzat | Saint-Beauzire                 | 63322      |
| Issoire | Aulhat-Flat                    | 63160      |
| Issoire | Brenat                         | 63051      |
| Issoire | Issoire                        | 63178      |
| Issoire | Le Broc                        | 63054      |
| Issoire | Meilhaud                       | 63222      |
| Issoire | Orbeil                         | 63261      |
| Issoire | Pardines                       | 63268      |
| Issoire | Perrier                        | 63275      |
| Issoire | Saint-Babel                    | 63321      |
| Issoire | Saint-Yvoine                   | 63404      |
| Le Sancy | Avèze                          | 63024      |
| Le Sancy | Bagnols                        | 63028      |
| Le Sancy | Besse-et-Saint-Anastaise       | 63038      |
| Le Sancy | Chambon-sur-Lac                | 63077      |
| Le Sancy | Champeix                       | 63080      |
| Le Sancy | Chastreix                      | 63098      |
| Le Sancy | Clémensat                      | 63111      |
| Le Sancy | Compains                       | 63117      |
| Le Sancy | Courgoul                       | 63122      |
| Le Sancy | Cros                           | 63129      |
| Le Sancy | Les Deux-Rives                 | 63320      |
| Le Sancy | Égliseneuve-d'Entraigues       | 63144      |
| Le Sancy | Espinchal                      | 63153      |
| Le Sancy | Grandeyrolles                  | 63172      |
| Le Sancy | La Bourboule                   | 63047      |
| Le Sancy | La Tour-d'Auvergne             | 63192      |
| Le Sancy | Labessette                     | 63183      |
| Le Sancy | Larodde                        | 63190      |
| Le Sancy | Ludesse                        | 63199      |
| Le Sancy | Mont-Dore                      | 63236      |
| Le Sancy | Montaigut-le-Blanc             | 63234      |
| Le Sancy | Murat-le-Quaire                | 63246      |
| Le Sancy | Murol                          | 63247      |
| Le Sancy | Picherande                     | 63279      |
| Le Sancy | Saint-Diéry                    | 63335      |
| Le Sancy | Saint-Donat                    | 63336      |
| Le Sancy | Saint-Floret                   | 63342      |
| Le Sancy | Saint-Genès-Champespe          | 63346      |
| Le Sancy | Saint-Nectaire                 | 63380      |
| Le Sancy | Saint-Pierre-Colamine          | 63383      |
| Le Sancy | Saint-Sauves-d'Auvergne        | 63397      |
| Le Sancy | Saint-Victor-la-Rivière        | 63401      |
| Le Sancy | Saint-Vincent                  | 63403      |
| Le Sancy | Saurier                        | 63409      |
| Le Sancy | Singles                        | 63421      |
| Le Sancy | Solignat                       | 63422      |
| Le Sancy | Tauves                         | 63426      |
| Le Sancy | Tourzel-Ronzières              | 63435      |
| Le Sancy | Trémouille-Saint-Loup          | 63437      |
| Le Sancy | Valbeleix                      | 63440      |
| Le Sancy | Verrières                      | 63452      |
| Le Sancy | Vodable                        | 63466      |
| Les Martres-de-Veyre                                                                                                   | Authezat                       | 63021      |
| Les Martres-de-Veyre                                                                                                   | Chanonat                       | 63084      |
| Les Martres-de-Veyre                                                                                                   | Corent                         | 63120      |
| Les Martres-de-Veyre                                                                                                   | La Roche-Blanche               | 63302      |
| Les Martres-de-Veyre                                                                                                   | La Sauvetat                    | 63413      |
| Les Martres-de-Veyre                                                                                                   | Le Crest                       | 63126      |
| Les Martres-de-Veyre                                                                                                   | Les Martres-de-Veyre           | 63214      |
| Les Martres-de-Veyre                                                                                                   | Orcet                          | 63262      |
| Les Martres-de-Veyre                                                                                                   | Saint-Amant-Tallende           | 63315      |
| Les Martres-de-Veyre                                                                                                   | Tallende                       | 63425      |
| Les Martres-de-Veyre                                                                                                   | Veyre-Monton                   | 63455      |
| Les Monts du Livradois                                                                                                 | Aix-la-Fayette                 | 63002      |
| Les Monts du Livradois                                                                                                 | Aubusson-d'Auvergne            | 63015      |
| Les Monts du Livradois                                                                                                 | Augerolles                     | 63016      |
| Les Monts du Livradois                                                                                                 | Auzelles                       | 63023      |
| Les Monts du Livradois                                                                                                 | Bertignat                      | 63037      |
| Les Monts du Livradois                                                                                                 | Brousse                        | 63056      |
| Les Monts du Livradois                                                                                                 | Ceilloux                       | 63065      |
| Les Monts du Livradois                                                                                                 | Chambon-sur-Dolore             | 63076      |
| Les Monts du Livradois                                                                                                 | Condat-lès-Montboissier        | 63119      |
| Les Monts du Livradois                                                                                                 | Courpière                      | 63125      |
| Les Monts du Livradois                                                                                                 | Cunlhat                        | 63132      |
| Les Monts du Livradois                                                                                                 | Domaize                        | 63136      |
| Les Monts du Livradois                                                                                                 | Échandelys                     | 63142      |
| Les Monts du Livradois                                                                                                 | Fayet-Ronaye                   | 63158      |
| Les Monts du Livradois                                                                                                 | Fournols                       | 63162      |
| Les Monts du Livradois                                                                                                 | Grandval                       | 63174      |
| Les Monts du Livradois                                                                                                 | La Chapelle-Agnon              | 63086      |
| Les Monts du Livradois                                                                                                 | La Renaudie                    | 63298      |
| Les Monts du Livradois                                                                                                 | Le Brugeron                    | 63057      |
| Les Monts du Livradois                                                                                                 | Le Monestier                   | 63230      |
| Les Monts du Livradois                                                                                                 | Marat                          | 63207      |
| Les Monts du Livradois                                                                                                 | Néronde-sur-Dore               | 63249      |
| Les Monts du Livradois                                                                                                 | Olliergues                     | 63258      |
| Les Monts du Livradois                                                                                                 | Olmet                          | 63260      |
| Les Monts du Livradois                                                                                                 | Saint-Amant-Roche-Savine       | 63314      |
| Les Monts du Livradois                                                                                                 | Saint-Bonnet-le-Bourg          | 63323      |
| Les Monts du Livradois                                                                                                 | Saint-Bonnet-le-Chastel        | 63324      |
| Les Monts du Livradois                                                                                                 | Saint-Éloy-la-Glacière         | 63337      |
| Les Monts du Livradois                                                                                                 | Saint-Flour-l'Étang            | 63343      |
| Les Monts du Livradois                                                                                                 | Saint-Germain-l'Herm           | 63353      |
| Les Monts du Livradois                                                                                                 | Saint-Gervais-sous-Meymont     | 63355      |
| Les Monts du Livradois                                                                                                 | Saint-Pierre-la-Bourlhonne     | 63384      |
| Les Monts du Livradois                                                                                                 | Sainte-Catherine               | 63328      |
| Les Monts du Livradois                                                                                                 | Sauviat                        | 63414      |
| Les Monts du Livradois                                                                                                 | Sermentizon                    | 63418      |
| Les Monts du Livradois                                                                                                 | Tours-sur-Meymont              | 63434      |
| Les Monts du Livradois                                                                                                 | Vertolaye                      | 63454      |
| Les Monts du Livradois                                                                                                 | Vollore-Ville                  | 63469      |
| Lezoux | Bort-l'Étang                   | 63045      |
| Lezoux | Bulhon                         | 63058      |
| Lezoux | Crevant-Laveine                | 63128      |
| Lezoux | Culhat                         | 63131      |
| Lezoux | Joze                           | 63180      |
| Lezoux | Lempty                         | 63194      |
| Lezoux | Lezoux                         | 63195      |
| Lezoux | Moissat                        | 63229      |
| Lezoux | Orléat                         | 63265      |
| Lezoux | Peschadoires                   | 63276      |
| Lezoux | Ravel                          | 63296      |
| Lezoux | Saint-Jean-d'Heurs             | 63364      |
| Lezoux | Seychalles                     | 63420      |
| Lezoux | Vinzelles                      | 63461      |
| Maringues | Bas-et-Lezat                   | 63030      |
| Maringues | Beaumont-lès-Randan            | 63033      |
| Maringues | Charnat                        | 63095      |
| Maringues | Châteldon                      | 63102      |
| Maringues | Lachaux                        | 63184      |
| Maringues | Limons                         | 63196      |
| Maringues | Luzillat                       | 63201      |
| Maringues | Maringues                      | 63210      |
| Maringues | Mons                           | 63232      |
| Maringues | Noalhat                        | 63253      |
| Maringues | Paslières                      | 63271      |
| Maringues | Puy-Guillaume                  | 63291      |
| Maringues | Randan                         | 63295      |
| Maringues | Ris                            | 63301      |
| Maringues | Saint-André-le-Coq             | 63317      |
| Maringues | Saint-Clément-de-Régnat        | 63332      |
| Maringues | Saint-Denis-Combarnazat        | 63333      |
| Maringues | Saint-Priest-Bramefant         | 63387      |
| Maringues | Saint-Sylvestre-Pragoulin      | 63400      |
| Maringues | Villeneuve-les-Cerfs           | 63459      |
| Orcines | Aurières                       | 63020      |
| Orcines | Aydat                          | 63026      |
| Orcines | Ceyssat                        | 63071      |
| Orcines | Chanat-la-Mouteyre             | 63083      |
| Orcines | Cournols                       | 63123      |
| Orcines | Gelles                         | 63163      |
| Orcines | Heume-l'Église                 | 63176      |
| Orcines | Laqueuille                     | 63189      |
| Orcines | Le Vernet-Sainte-Marguerite    | 63449      |
| Orcines | Mazaye                         | 63219      |
| Orcines | Nébouzat                       | 63248      |
| Orcines | Olby                           | 63257      |
| Orcines | Olloix                         | 63259      |
| Orcines | Orcines                        | 63263      |
| Orcines | Orcival                        | 63264      |
| Orcines | Perpezat                       | 63274      |
| Orcines | Rochefort-Montagne             | 63305      |
| Orcines | Saint-Bonnet-près-Orcival      | 63326      |
| Orcines | Saint-Pierre-Roche             | 63386      |
| Orcines | Saint-Sandoux                  | 63395      |
| Orcines | Saint-Saturnin                 | 63396      |
| Orcines | Saulzet-le-Froid               | 63407      |
| Orcines | Vernines                       | 63451      |
| Pont-du-Château | Lempdes                        | 63193      |
| Pont-du-Château | Pont-du-Château                | 63284      |
| Riom | Chambaron sur Morge            | 63244      |
| Riom | Le Cheix-sur-Morge             | 63108      |
| Riom | Pessat-Villeneuve              | 63278      |
| Riom | Riom                           | 63300      |
| Riom | Saint-Bonnet-près-Riom         | 63327      |
| Saint-Éloy-les-Mines                                                                                                   | Ars-les-Favets                 | 63011      |
| Saint-Éloy-les-Mines                                                                                                   | Ayat-sur-Sioule                | 63025      |
| Saint-Éloy-les-Mines                                                                                                   | Biollet                        | 63041      |
| Saint-Éloy-les-Mines                                                                                                   | Bussières                      | 63060      |
| Saint-Éloy-les-Mines                                                                                                   | Buxières-sous-Montaigut        | 63062      |
| Saint-Éloy-les-Mines                                                                                                   | Charensat                      | 63094      |
| Saint-Éloy-les-Mines                                                                                                   | Château-sur-Cher               | 63101      |
| Saint-Éloy-les-Mines                                                                                                   | Châteauneuf-les-Bains          | 63100      |
| Saint-Éloy-les-Mines                                                                                                   | Durmignat                      | 63140      |
| Saint-Éloy-les-Mines                                                                                                   | Espinasse                      | 63152      |
| Saint-Éloy-les-Mines                                                                                                   | Gouttières                     | 63171      |
| Saint-Éloy-les-Mines                                                                                                   | La Cellette                    | 63067      |
| Saint-Éloy-les-Mines                                                                                                   | La Crouzille                   | 63130      |
| Saint-Éloy-les-Mines                                                                                                   | Lapeyrouse                     | 63187      |
| Saint-Éloy-les-Mines                                                                                                   | Le Quartier                    | 63293      |
| Saint-Éloy-les-Mines                                                                                                   | Menat                          | 63223      |
| Saint-Éloy-les-Mines                                                                                                   | Montaigut-en-Combraille        | 63233      |
| Saint-Éloy-les-Mines                                                                                                   | Moureuille                     | 63243      |
| Saint-Éloy-les-Mines                                                                                                   | Neuf-Église                    | 63251      |
| Saint-Éloy-les-Mines                                                                                                   | Pionsat                        | 63281      |
| Saint-Éloy-les-Mines                                                                                                   | Roche-d'Agoux                  | 63304      |
| Saint-Éloy-les-Mines                                                                                                   | Saint-Éloy-les-Mines           | 63338      |
| Saint-Éloy-les-Mines                                                                                                   | Saint-Gervais-d'Auvergne       | 63354      |
| Saint-Éloy-les-Mines                                                                                                   | Saint-Hilaire                  | 63360      |
| Saint-Éloy-les-Mines                                                                                                   | Saint-Julien-la-Geneste        | 63369      |
| Saint-Éloy-les-Mines                                                                                                   | Saint-Maigner                  | 63373      |
| Saint-Éloy-les-Mines                                                                                                   | Saint-Maurice-près-Pionsat     | 63377      |
| Saint-Éloy-les-Mines                                                                                                   | Saint-Priest-des-Champs        | 63388      |
| Saint-Éloy-les-Mines                                                                                                   | Sainte-Christine               | 63329      |
| Saint-Éloy-les-Mines                                                                                                   | Sauret-Besserve                | 63408      |
| Saint-Éloy-les-Mines                                                                                                   | Servant                        | 63419      |
| Saint-Éloy-les-Mines                                                                                                   | Teilhet                        | 63428      |
| Saint-Éloy-les-Mines                                                                                                   | Vergheas                       | 63447      |
| Saint-Éloy-les-Mines                                                                                                   | Virlet                         | 63462      |
| Saint-Éloy-les-Mines                                                                                                   | Youx                           | 63471      |
| Saint-Georges-de-Mons                                                                                                  | Beauregard-Vendon              | 63035      |
| Saint-Georges-de-Mons                                                                                                  | Blot-l'Église                  | 63043      |
| Saint-Georges-de-Mons                                                                                                  | Champs                         | 63082      |
| Saint-Georges-de-Mons                                                                                                  | Charbonnières-les-Vieilles     | 63093      |
| Saint-Georges-de-Mons                                                                                                  | Combronde                      | 63116      |
| Saint-Georges-de-Mons                                                                                                  | Davayat                        | 63135      |
| Saint-Georges-de-Mons                                                                                                  | Gimeaux                        | 63167      |
| Saint-Georges-de-Mons                                                                                                  | Jozerand                       | 63181      |
| Saint-Georges-de-Mons                                                                                                  | Les Ancizes-Comps              | 63004      |
| Saint-Georges-de-Mons                                                                                                  | Lisseuil                       | 63197      |
| Saint-Georges-de-Mons                                                                                                  | Loubeyrat                      | 63198      |
| Saint-Georges-de-Mons                                                                                                  | Manzat                         | 63206      |
| Saint-Georges-de-Mons                                                                                                  | Marcillat                      | 63208      |
| Saint-Georges-de-Mons                                                                                                  | Montcel                        | 63235      |
| Saint-Georges-de-Mons                                                                                                  | Pouzol                         | 63286      |
| Saint-Georges-de-Mons                                                                                                  | Prompsat                       | 63288      |
| Saint-Georges-de-Mons                                                                                                  | Queuille                       | 63294      |
| Saint-Georges-de-Mons                                                                                                  | Saint-Angel                    | 63318      |
| Saint-Georges-de-Mons                                                                                                  | Saint-Gal-sur-Sioule           | 63344      |
| Saint-Georges-de-Mons                                                                                                  | Saint-Georges-de-Mons          | 63349      |
| Saint-Georges-de-Mons                                                                                                  | Saint-Hilaire-la-Croix         | 63358      |
| Saint-Georges-de-Mons                                                                                                  | Saint-Myon                     | 63379      |
| Saint-Georges-de-Mons                                                                                                  | Saint-Pardoux                  | 63382      |
| Saint-Georges-de-Mons                                                                                                  | Saint-Quintin-sur-Sioule       | 63390      |
| Saint-Georges-de-Mons                                                                                                  | Saint-Rémy-de-Blot             | 63391      |
| Saint-Georges-de-Mons                                                                                                  | Teilhède                       | 63427      |
| Saint-Georges-de-Mons                                                                                                  | Vitrac                         | 63464      |
| Saint-Georges-de-Mons                                                                                                  | Yssac-la-Tourette              | 63473      |
| Saint-Ours | Bourg-Lastic                   | 63048      |
| Saint-Ours | Briffons                       | 63053      |
| Saint-Ours | Bromont-Lamothe                | 63055      |
| Saint-Ours | Chapdes-Beaufort               | 63085      |
| Saint-Ours | Charbonnières-les-Varennes     | 63092      |
| Saint-Ours | Cisternes-la-Forêt             | 63110      |
| Saint-Ours | Combrailles                    | 63115      |
| Saint-Ours | Condat-en-Combraille           | 63118      |
| Saint-Ours | Fernoël                        | 63159      |
| Saint-Ours | Giat                           | 63165      |
| Saint-Ours | Herment                        | 63175      |
| Saint-Ours | La Celle                       | 63064      |
| Saint-Ours | La Goutelle                    | 63170      |
| Saint-Ours | Landogne                       | 63186      |
| Saint-Ours | Lastic                         | 63191      |
| Saint-Ours | Messeix                        | 63225      |
| Saint-Ours | Miremont                       | 63228      |
| Saint-Ours | Montel-de-Gelat                | 63237      |
| Saint-Ours | Montfermy                      | 63238      |
| Saint-Ours | Pontaumur                      | 63283      |
| Saint-Ours | Pontgibaud                     | 63285      |
| Saint-Ours | Prondines                      | 63289      |
| Saint-Ours | Pulvérières                    | 63290      |
| Saint-Ours | Puy-Saint-Gulmier              | 63292      |
| Saint-Ours | Saint-Avit                     | 63320      |
| Saint-Ours | Saint-Étienne-des-Champs       | 63339      |
| Saint-Ours | Saint-Germain-près-Herment     | 63351      |
| Saint-Ours | Saint-Hilaire-les-Monges       | 63359      |
| Saint-Ours | Saint-Jacques-d'Ambur          | 63363      |
| Saint-Ours | Saint-Julien-Puy-Lavèze        | 63370      |
| Saint-Ours | Saint-Ours                     | 63381      |
| Saint-Ours | Saint-Pierre-le-Chastel        | 63385      |
| Saint-Ours | Saint-Sulpice                  | 63399      |
| Saint-Ours | Sauvagnat                      | 63410      |
| Saint-Ours | Savennes                       | 63416      |
| Saint-Ours | Tortebesse                     | 63433      |
| Saint-Ours | Tralaigues                     | 63436      |
| Saint-Ours | Verneugheol                    | 63450      |
| Saint-Ours | Villossanges                   | 63460      |
| Saint-Ours | Voingt                         | 63467      |
| Thiers | Arconsat                       | 63008      |
| Thiers | Celles-sur-Durolle             | 63066      |
| Thiers | Chabreloche                    | 63072      |
| Thiers | Dorat                          | 63138      |
| Thiers | Escoutoux                      | 63151      |
| Thiers | La Monnerie-le-Montel          | 63231      |
| Thiers | Palladuc                       | 63267      |
| Thiers | Saint-Rémy-sur-Durolle         | 63393      |
| Thiers | Saint-Victor-Montvianeix       | 63402      |
| Thiers | Sainte-Agathe                  | 63310      |
| Thiers | Thiers                         | 63430      |
| Thiers | Viscomtat                      | 63463      |
| Thiers | Vollore-Montagne               | 63468      |
| Vic-le-Comte | Busséol                        | 63059      |
| Vic-le-Comte | Chadeleuf                      | 63073      |
| Vic-le-Comte | Coudes                         | 63121      |
| Vic-le-Comte | La Roche-Noire                 | 63306      |
| Vic-le-Comte | Laps                           | 63188      |
| Vic-le-Comte | Manglieu                       | 63205      |
| Vic-le-Comte | Mirefleurs                     | 63227      |
| Vic-le-Comte | Montpeyroux                    | 63241      |
| Vic-le-Comte | Neschers                       | 63250      |
| Vic-le-Comte | Parent                         | 63269      |
| Vic-le-Comte | Pérignat-sur-Allier            | 63273      |
| Vic-le-Comte | Pignols                        | 63280      |
| Vic-le-Comte | Plauzat                        | 63282      |
| Vic-le-Comte | Saint-Georges-sur-Allier       | 63350      |
| Vic-le-Comte | Saint-Maurice                  | 63378      |
| Vic-le-Comte | Sallèdes                       | 63405      |
| Vic-le-Comte | Sauvagnat-Sainte-Marthe        | 63411      |
| Vic-le-Comte | Vic-le-Comte                   | 63457      |
| Vic-le-Comte | Yronde-et-Buron                | 63472      |

## Rhône(69)- 13 cantons
À noter que la métropole de Lyon n'est pas subdivisée en cantons : on y retrouve à la place 14 circonscriptions électorales, utilisées dans le cadre des élections métropolitaines, permettant de désigner le conseil de la métropole de Lyon.
| Canton                   | Commune                           | Code Insee |
| ------------------------ | --------------------------------- | ---------- |
| Anse                     | Ambérieux                         | 69005      |
| Anse                     | Anse                              | 69009      |
| Anse                     | Chasselay                         | 69049      |
| Anse                     | Chazay-d'Azergues                 | 69052      |
| Anse                     | Les Chères                        | 69055      |
| Anse                     | Civrieux-d'Azergues               | 69059      |
| Anse                     | Dommartin                         | 69076      |
| Anse                     | Lachassagne                       | 69106      |
| Anse                     | Lentilly                          | 69112      |
| Anse                     | Lozanne                           | 69121      |
| Anse                     | Lucenay                           | 69122      |
| Anse                     | Marcilly-d'Azergues               | 69125      |
| Anse                     | Marcy                             | 69126      |
| Anse                     | Morancé                           | 69140      |
| Anse                     | Pommiers                          | 69156      |
| Belleville-en-Beaujolais | Les Ardillats                     | 69012      |
| Belleville-en-Beaujolais | Avenas                            | 69015      |
| Belleville-en-Beaujolais | Beaujeu                           | 69018      |
| Belleville-en-Beaujolais | Belleville                        | 69019      |
| Belleville-en-Beaujolais | Cenves                            | 69035      |
| Belleville-en-Beaujolais | Cercié                            | 69036      |
| Belleville-en-Beaujolais | Charentay                         | 69045      |
| Belleville-en-Beaujolais | Chénas                            | 69053      |
| Belleville-en-Beaujolais | Chiroubles                        | 69058      |
| Belleville-en-Beaujolais | Corcelles-en-Beaujolais           | 69065      |
| Belleville-en-Beaujolais | Dracé                             | 69077      |
| Belleville-en-Beaujolais | Émeringes                         | 69082      |
| Belleville-en-Beaujolais | Fleurie                           | 69084      |
| Belleville-en-Beaujolais | Juliénas                          | 69103      |
| Belleville-en-Beaujolais | Jullié                            | 69104      |
| Belleville-en-Beaujolais | Lancié                            | 69108      |
| Belleville-en-Beaujolais | Lantignié                         | 69109      |
| Belleville-en-Beaujolais | Marchampt                         | 69124      |
| Belleville-en-Beaujolais | Odenas                            | 69145      |
| Belleville-en-Beaujolais | Quincié-en-Beaujolais             | 69162      |
| Belleville-en-Beaujolais | Régnié-Durette                    | 69165      |
| Belleville-en-Beaujolais | Saint-Didier-sur-Beaujeu          | 69196      |
| Belleville-en-Beaujolais | Saint-Étienne-la-Varenne          | 69198      |
| Belleville-en-Beaujolais | Saint-Jean-d'Ardières             | 69211      |
| Belleville-en-Beaujolais | Saint-Lager                       | 69218      |
| Belleville-en-Beaujolais | Taponas                           | 69242      |
| Belleville-en-Beaujolais | Vauxrenard                        | 69258      |
| Belleville-en-Beaujolais | Vernay                            | 69261      |
| Belleville-en-Beaujolais | Villié-Morgon                     | 69267      |
| Brignais                 | Brignais                          | 69027      |
| Brignais                 | Brindas                           | 69028      |
| Brignais                 | Chaponost                         | 69043      |
| Brignais                 | Grézieu-la-Varenne                | 69094      |
| Brignais                 | Messimy                           | 69131      |
| Brignais                 | Vourles                           | 69268      |
| Genas                    | Colombier-Saugnieu                | 69299      |
| Genas                    | Genas                             | 69277      |
| Genas                    | Jons                              | 69280      |
| Genas                    | Pusignan                          | 69285      |
| Genas                    | Saint-Bonnet-de-Mure              | 69287      |
| Genas                    | Saint-Laurent-de-Mure             | 69288      |
| Genas                    | Saint-Pierre-de-Chandieu          | 69289      |
| Genas                    | Toussieu                          | 69298      |
| Gleizé                   | Arnas                             | 69013      |
| Gleizé                   | Blacé                             | 69023      |
| Gleizé                   | Denicé                            | 69074      |
| Gleizé                   | Gleizé                            | 69092      |
| Gleizé                   | Lacenas                           | 69105      |
| Gleizé                   | Limas                             | 69115      |
| Gleizé                   | Montmelas-Saint-Sorlin            | 69137      |
| Gleizé                   | Le Perréon                        | 69151      |
| Gleizé                   | Rivolet                           | 69167      |
| Gleizé                   | Saint-Cyr-le-Chatoux              | 69192      |
| Gleizé                   | Saint-Étienne-des-Oullières       | 69197      |
| Gleizé                   | Saint-Georges-de-Reneins          | 69206      |
| Gleizé                   | Saint-Julien                      | 69215      |
| Gleizé                   | Salles-Arbuissonnas-en-Beaujolais | 69172      |
| Gleizé                   | Vaux-en-Beaujolais                | 69257      |
| L'Arbresle               | L'Arbresle                        | 69010      |
| L'Arbresle               | Bessenay                          | 69021      |
| L'Arbresle               | Bibost                            | 69022      |
| L'Arbresle               | Brullioles                        | 69030      |
| L'Arbresle               | Brussieu                          | 69031      |
| L'Arbresle               | Chambost-Longessaigne             | 69038      |
| L'Arbresle               | Chevinay                          | 69057      |
| L'Arbresle               | Courzieu                          | 69067      |
| L'Arbresle               | Éveux                             | 69083      |
| L'Arbresle               | Fleurieux-sur-l'Arbresle          | 69086      |
| L'Arbresle               | Les Halles                        | 69098      |
| L'Arbresle               | Haute-Rivoire                     | 69099      |
| L'Arbresle               | Longessaigne                      | 69120      |
| L'Arbresle               | Montromant                        | 69138      |
| L'Arbresle               | Montrottier                       | 69139      |
| L'Arbresle               | Sain-Bel                          | 69171      |
| L'Arbresle               | Saint-Clément-les-Places          | 69187      |
| L'Arbresle               | Saint-Genis-l'Argentière          | 69203      |
| L'Arbresle               | Saint-Julien-sur-Bibost           | 69216      |
| L'Arbresle               | Saint-Laurent-de-Chamousset       | 69220      |
| L'Arbresle               | Saint-Pierre-la-Palud             | 69231      |
| L'Arbresle               | Sainte-Foy-l'Argentière           | 69201      |
| L'Arbresle               | Savigny                           | 69175      |
| L'Arbresle               | Sourcieux-les-Mines               | 69177      |
| L'Arbresle               | Souzy                             | 69178      |
| L'Arbresle               | Villechenève                      | 69263      |
| Val-d'Oingt              | Alix                              | 69004      |
| Val-d'Oingt              | Bagnols                           | 69017      |
| Val-d'Oingt              | Belmont-d'Azergues                | 69020      |
| Val-d'Oingt              | Le Breuil                         | 69026      |
| Val-d'Oingt              | Bully                             | 69032      |
| Val-d'Oingt              | Chamelet                          | 69039      |
| Val-d'Oingt              | Charnay                           | 69047      |
| Val-d'Oingt              | Châtillon                         | 69050      |
| Val-d'Oingt              | Chessy                            | 69056      |
| Val-d'Oingt              | Cogny                             | 69061      |
| Val-d'Oingt              | Frontenas                         | 69090      |
| Val-d'Oingt              | Jarnioux                          | 69101      |
| Val-d'Oingt              | Légny                             | 69111      |
| Val-d'Oingt              | Létra                             | 69113      |
| Val-d'Oingt              | Moiré                             | 69134      |
| Val-d'Oingt              | Porte des Pierres Dorées          | 69159      |
| Val-d'Oingt              | Saint-Germain-Nuelles             | 69208      |
| Val-d'Oingt              | Saint-Jean-des-Vignes             | 69212      |
| Val-d'Oingt              | Saint-Vérand                      | 69239      |
| Val-d'Oingt              | Sainte-Paule                      | 69230      |
| Val-d'Oingt              | Ternand                           | 69245      |
| Val-d'Oingt              | Theizé                            | 69246      |
| Val-d'Oingt              | Val d'Oingt                       | 69024      |
| Val-d'Oingt              | Ville-sur-Jarnioux                | 69265      |
| Mornant                  | Ampuis                            | 69007      |
| Mornant                  | Beauvallon                        | 69179      |
| Mornant                  | Chabanière                        | 69228      |
| Mornant                  | Chaussan                          | 69051      |
| Mornant                  | Condrieu                          | 69064      |
| Mornant                  | Échalas                           | 69080      |
| Mornant                  | Les Haies                         | 69097      |
| Mornant                  | Loire-sur-Rhône                   | 69118      |
| Mornant                  | Longes                            | 69119      |
| Mornant                  | Mornant                           | 69141      |
| Mornant                  | Riverie                           | 69166      |
| Mornant                  | Saint-Cyr-sur-le-Rhône            | 69193      |
| Mornant                  | Saint-Laurent-d'Agny              | 69219      |
| Mornant                  | Saint-Romain-en-Gal               | 69235      |
| Mornant                  | Saint-Romain-en-Gier              | 69236      |
| Mornant                  | Sainte-Colombe                    | 69189      |
| Mornant                  | Soucieu-en-Jarrest                | 69176      |
| Mornant                  | Trèves                            | 69252      |
| Mornant                  | Tupin-et-Semons                   | 69253      |
| Saint-Symphorien-d'Ozon  | Chaponnay                         | 69270      |
| Saint-Symphorien-d'Ozon  | Communay                          | 69272      |
| Saint-Symphorien-d'Ozon  | Marennes                          | 69281      |
| Saint-Symphorien-d'Ozon  | Millery                           | 69133      |
| Saint-Symphorien-d'Ozon  | Montagny                          | 69136      |
| Saint-Symphorien-d'Ozon  | Orliénas                          | 69148      |
| Saint-Symphorien-d'Ozon  | Saint-Symphorien-d'Ozon           | 69291      |
| Saint-Symphorien-d'Ozon  | Sérézin-du-Rhône                  | 69294      |
| Saint-Symphorien-d'Ozon  | Simandres                         | 69295      |
| Saint-Symphorien-d'Ozon  | Taluyers                          | 69241      |
| Saint-Symphorien-d'Ozon  | Ternay                            | 69297      |
| Tarare                   | Affoux                            | 69001      |
| Tarare                   | Ancy                              | 69008      |
| Tarare                   | Chambost-Allières                 | 69037      |
| Tarare                   | Dareizé                           | 69073      |
| Tarare                   | Dième                             | 69075      |
| Tarare                   | Grandris                          | 69093      |
| Tarare                   | Joux                              | 69102      |
| Tarare                   | Lamure-sur-Azergues               | 69107      |
| Tarare                   | Les Olmes                         | 69147      |
| Tarare                   | Pontcharra-sur-Turdine            | 69157      |
| Tarare                   | Saint-Appolinaire                 | 69181      |
| Tarare                   | Saint-Clément-sur-Valsonne        | 69188      |
| Tarare                   | Saint-Forgeux                     | 69200      |
| Tarare                   | Saint-Just-d'Avray                | 69217      |
| Tarare                   | Saint-Loup                        | 69223      |
| Tarare                   | Saint-Marcel-l'Éclairé            | 69225      |
| Tarare                   | Saint-Romain-de-Popey             | 69234      |
| Tarare                   | Sarcey                            | 69173      |
| Tarare                   | Les Sauvages                      | 69174      |
| Tarare                   | Tarare                            | 69243      |
| Tarare                   | Valsonne                          | 69254      |
| Thizy-les-Bourgs         | Aigueperse                        | 69002      |
| Thizy-les-Bourgs         | Amplepuis                         | 69006      |
| Thizy-les-Bourgs         | Azolette                          | 69016      |
| Thizy-les-Bourgs         | Chénelette                        | 69054      |
| Thizy-les-Bourgs         | Claveisolles                      | 69060      |
| Thizy-les-Bourgs         | Cours                             | 69066      |
| Thizy-les-Bourgs         | Cublize                           | 69070      |
| Thizy-les-Bourgs         | Meaux-la-Montagne                 | 69130      |
| Thizy-les-Bourgs         | Monsols                           | 69135      |
| Thizy-les-Bourgs         | Ouroux                            | 69150      |
| Thizy-les-Bourgs         | Poule-les-Écharmeaux              | 69160      |
| Thizy-les-Bourgs         | Propières                         | 69161      |
| Thizy-les-Bourgs         | Ranchal                           | 69164      |
| Thizy-les-Bourgs         | Ronno                             | 69169      |
| Thizy-les-Bourgs         | Saint-Bonnet-des-Bruyères         | 69182      |
| Thizy-les-Bourgs         | Saint-Bonnet-le-Troncy            | 69183      |
| Thizy-les-Bourgs         | Saint-Christophe                  | 69185      |
| Thizy-les-Bourgs         | Saint-Clément-de-Vers             | 69186      |
| Thizy-les-Bourgs         | Saint-Igny-de-Vers                | 69209      |
| Thizy-les-Bourgs         | Saint-Jacques-des-Arrêts          | 69210      |
| Thizy-les-Bourgs         | Saint-Jean-la-Bussière            | 69214      |
| Thizy-les-Bourgs         | Saint-Mamert                      | 69224      |
| Thizy-les-Bourgs         | Saint-Nizier-d'Azergues           | 69229      |
| Thizy-les-Bourgs         | Saint-Vincent-de-Reins            | 69240      |
| Thizy-les-Bourgs         | Thizy-les-Bourgs                  | 69248      |
| Thizy-les-Bourgs         | Trades                            | 69251      |
| Vaugneray                | Aveize                            | 69014      |
| Vaugneray                | La Chapelle-sur-Coise             | 69042      |
| Vaugneray                | Coise                             | 69062      |
| Vaugneray                | Duerne                            | 69078      |
| Vaugneray                | Grézieu-le-Marché                 | 69095      |
| Vaugneray                | Larajasse                         | 69110      |
| Vaugneray                | Meys                              | 69132      |
| Vaugneray                | Pollionnay                        | 69154      |
| Vaugneray                | Pomeys                            | 69155      |
| Vaugneray                | Rontalon                          | 69170      |
| Vaugneray                | Saint-André-la-Côte               | 69180      |
| Vaugneray                | Saint-Martin-en-Haut              | 69227      |
| Vaugneray                | Saint-Symphorien-sur-Coise        | 69238      |
| Vaugneray                | Sainte-Catherine                  | 69184      |
| Vaugneray                | Sainte-Consorce                   | 69190      |
| Vaugneray                | Thurins                           | 69249      |
| Vaugneray                | Vaugneray                         | 69255      |
| Vaugneray                | Yzeron                            | 69269      |
| Villefranche-sur-Saône   | Villefranche-sur-Saône            | 69264      |

## Savoie(73)- 19 cantons
| Canton                             | Commune                        | Code Insee |
| ---------------------------------- | ------------------------------ | ---------- |
| Aix-les-Bains-1                    | Brison-Saint-Innocent          | 73059      |
| Aix-les-Bains-1                    | Entrelacs                      | 73010      |
| Aix-les-Bains-1                    | Grésy-sur-Aix                  | 73128      |
| Aix-les-Bains-1                    | La Biolle                      | 73043      |
| Aix-les-Bains-1                    | Montcel                        | 73164      |
| Aix-les-Bains-1                    | Pugny-Chatenod                 | 73208      |
| Aix-les-Bains-1                    | Saint-Offenge                  | 73263      |
| Aix-les-Bains-1                    | Saint-Ours                     | 73265      |
| Aix-les-Bains-1                    | Trévignin                      | 73301      |
| Aix-les-Bains-1, Aix-les-Bains-2   | Aix-les-Bains                  | 73008      |
| Aix-les-Bains-2                    | Mouxy                          | 73182      |
| Aix-les-Bains-2                    | Tresserve                      | 73300      |
| Albertville-1                      | Allondaz                       | 73014      |
| Albertville-1                      | Cevins                         | 73063      |
| Albertville-1                      | Esserts-Blay                   | 73110      |
| Albertville-1                      | La Bâthie                      | 73032      |
| Albertville-1                      | Mercury                        | 73154      |
| Albertville-1                      | Rognaix                        | 73216      |
| Albertville-1                      | Saint-Paul-sur-Isère           | 73268      |
| Albertville-1                      | Tours-en-Savoie                | 73298      |
| Albertville-1, Albertville-2       | Albertville                    | 73011      |
| Albertville-2                      | Bonvillard                     | 73048      |
| Albertville-2                      | Cléry                          | 73086      |
| Albertville-2                      | Frontenex                      | 73121      |
| Albertville-2                      | Gilly-sur-Isère                | 73124      |
| Albertville-2                      | Grésy-sur-Isère                | 73129      |
| Albertville-2                      | Grignon                        | 73130      |
| Albertville-2                      | Montailleur                    | 73162      |
| Albertville-2                      | Monthion                       | 73170      |
| Albertville-2                      | Notre-Dame-des-Millières       | 73188      |
| Albertville-2                      | Plancherine                    | 73202      |
| Albertville-2                      | Saint-Vital                    | 73283      |
| Albertville-2                      | Sainte-Hélène-sur-Isère        | 73241      |
| Albertville-2                      | Tournon                        | 73297      |
| Albertville-2                      | Verrens-Arvey                  | 73312      |
| Bourg-Saint-Maurice                | Aime-la-Plagne                 | 73006      |
| Bourg-Saint-Maurice                | Bourg-Saint-Maurice            | 73054      |
| Bourg-Saint-Maurice                | La Plagne Tarentaise           | 73150      |
| Bourg-Saint-Maurice                | Landry                         | 73142      |
| Bourg-Saint-Maurice                | Les Chapelles                  | 73077      |
| Bourg-Saint-Maurice                | Montvalezan                    | 73176      |
| Bourg-Saint-Maurice                | Peisey-Nancroix                | 73197      |
| Bourg-Saint-Maurice                | Sainte-Foy-Tarentaise          | 73232      |
| Bourg-Saint-Maurice                | Séez                           | 73285      |
| Bourg-Saint-Maurice                | Tignes                         | 73296      |
| Bourg-Saint-Maurice                | Val-d'Isère                    | 73304      |
| Bourg-Saint-Maurice                | Villaroger                     | 73323      |
| Bugey savoyard                     | Avressieux                     | 73025      |
| Bugey savoyard                     | Billième                       | 73042      |
| Bugey savoyard                     | Champagneux                    | 73070      |
| Bugey savoyard                     | Chanaz                         | 73073      |
| Bugey savoyard                     | Chindrieux                     | 73085      |
| Bugey savoyard                     | Conjux                         | 73091      |
| Bugey savoyard                     | Gerbaix                        | 73122      |
| Bugey savoyard                     | Jongieux                       | 73140      |
| Bugey savoyard                     | La Balme                       | 73028      |
| Bugey savoyard                     | La Chapelle-Saint-Martin       | 73078      |
| Bugey savoyard                     | Loisieux                       | 73147      |
| Bugey savoyard                     | Lucey                          | 73149      |
| Bugey savoyard                     | Marcieux                       | 73152      |
| Bugey savoyard                     | Meyrieux-Trouet                | 73156      |
| Bugey savoyard                     | Motz                           | 73180      |
| Bugey savoyard                     | Novalaise                      | 73191      |
| Bugey savoyard                     | Ontex                          | 73193      |
| Bugey savoyard                     | Rochefort                      | 73214      |
| Bugey savoyard                     | Ruffieux                       | 73218      |
| Bugey savoyard                     | Saint-Genix-les-Villages       | 73236      |
| Bugey savoyard                     | Saint-Jean-de-Chevelu          | 73245      |
| Bugey savoyard                     | Saint-Paul                     | 73269      |
| Bugey savoyard                     | Saint-Pierre-d'Alvey           | 73271      |
| Bugey savoyard                     | Saint-Pierre-de-Curtille       | 73273      |
| Bugey savoyard                     | Sainte-Marie-d'Alvey           | 73254      |
| Bugey savoyard                     | Serrières-en-Chautagne         | 73286      |
| Bugey savoyard                     | Traize                         | 73299      |
| Bugey savoyard                     | Verthemex                      | 73313      |
| Bugey savoyard                     | Vions                          | 73327      |
| Bugey savoyard                     | Yenne                          | 73330      |
| Chambéry-1                         | Sonnaz                         | 73288      |
| Chambéry-1, Chambéry-2, Chambéry-3 | Chambéry(préfecture)           | 73065      |
| Chambéry-2                         | Jacob-Bellecombette            | 73137      |
| Chambéry-3                         | Cognin                         | 73087      |
| La Motte-Servolex                  | Bourdeau                       | 73050      |
| La Motte-Servolex                  | Drumettaz-Clarafond            | 73103      |
| La Motte-Servolex                  | La Chapelle-du-Mont-du-Chat    | 73076      |
| La Motte-Servolex                  | La Motte-Servolex              | 73179      |
| La Motte-Servolex                  | Le Bourget-du-Lac              | 73051      |
| La Motte-Servolex                  | Méry                           | 73155      |
| La Motte-Servolex                  | Viviers-du-Lac                 | 73328      |
| La Motte-Servolex                  | Voglans                        | 73329      |
| La Ravoire                         | Barberaz                       | 73029      |
| La Ravoire                         | Challes-les-Eaux               | 73064      |
| La Ravoire                         | La Ravoire                     | 73213      |
| La Ravoire                         | Saint-Baldoph                  | 73225      |
| La Ravoire                         | Saint-Jeoire-Prieuré           | 73249      |
| Le Pont-de-Beauvoisin              | Aiguebelette-le-Lac            | 73001      |
| Le Pont-de-Beauvoisin              | Attignat-Oncin                 | 73022      |
| Le Pont-de-Beauvoisin              | Ayn                            | 73027      |
| Le Pont-de-Beauvoisin              | Belmont-Tramonet               | 73039      |
| Le Pont-de-Beauvoisin              | Corbel                         | 73092      |
| Le Pont-de-Beauvoisin              | Domessin                       | 73100      |
| Le Pont-de-Beauvoisin              | Dullin                         | 73104      |
| Le Pont-de-Beauvoisin              | Entremont-le-Vieux             | 73107      |
| Le Pont-de-Beauvoisin              | La Bauche                      | 73033      |
| Le Pont-de-Beauvoisin              | La Bridoire                    | 73058      |
| Le Pont-de-Beauvoisin              | Le Pont-de-Beauvoisin          | 73204      |
| Le Pont-de-Beauvoisin              | Lépin-le-Lac                   | 73145      |
| Le Pont-de-Beauvoisin              | Les Échelles                   | 73105      |
| Le Pont-de-Beauvoisin              | Montagnole                     | 73160      |
| Le Pont-de-Beauvoisin              | Nances                         | 73184      |
| Le Pont-de-Beauvoisin              | Saint-Alban-de-Montbel         | 73219      |
| Le Pont-de-Beauvoisin              | Saint-Béron                    | 73226      |
| Le Pont-de-Beauvoisin              | Saint-Cassin                   | 73228      |
| Le Pont-de-Beauvoisin              | Saint-Christophe               | 73229      |
| Le Pont-de-Beauvoisin              | Saint-Franc                    | 73233      |
| Le Pont-de-Beauvoisin              | Saint-Jean-de-Couz             | 73246      |
| Le Pont-de-Beauvoisin              | Saint-Pierre-d'Entremont       | 73274      |
| Le Pont-de-Beauvoisin              | Saint-Pierre-de-Genebroz       | 73275      |
| Le Pont-de-Beauvoisin              | Saint-Sulpice                  | 73281      |
| Le Pont-de-Beauvoisin              | Saint-Thibaud-de-Couz          | 73282      |
| Le Pont-de-Beauvoisin              | Verel-de-Montbel               | 73309      |
| Le Pont-de-Beauvoisin              | Vimines                        | 73326      |
| Modane                             | Aussois                        | 73023      |
| Modane                             | Avrieux                        | 73026      |
| Modane                             | Bessans                        | 73040      |
| Modane                             | Bonneval-sur-Arc               | 73047      |
| Modane                             | Fourneaux                      | 73117      |
| Modane                             | Freney                         | 73119      |
| Modane                             | Modane                         | 73157      |
| Modane                             | Orelle                         | 73194      |
| Modane                             | Saint-André                    | 73223      |
| Modane                             | Saint-Martin-d'Arc             | 73256      |
| Modane                             | Saint-Martin-de-la-Porte       | 73258      |
| Modane                             | Saint-Michel-de-Maurienne      | 73261      |
| Modane                             | Val-Cenis                      | 73290      |
| Modane                             | Valloire                       | 73306      |
| Modane                             | Valmeinier                     | 73307      |
| Modane                             | Villarodin-Bourget             | 73322      |
| Montmélian                         | Apremont                       | 73017      |
| Montmélian                         | Arbin                          | 73018      |
| Montmélian                         | Arvillard                      | 73021      |
| Montmélian                         | Bourget-en-Huile               | 73052      |
| Montmélian                         | Chignin                        | 73084      |
| Montmélian                         | Détrier                        | 73099      |
| Montmélian                         | La Chapelle-Blanche            | 73075      |
| Montmélian                         | La Chavanne                    | 73082      |
| Montmélian                         | La Croix-de-la-Rochette        | 73095      |
| Montmélian                         | La Table                       | 73289      |
| Montmélian                         | La Trinité                     | 73302      |
| Montmélian                         | Laissaud                       | 73141      |
| Montmélian                         | Le Pontet                      | 73205      |
| Montmélian                         | Le Verneil                     | 73311      |
| Montmélian                         | Les Mollettes                  | 73159      |
| Montmélian                         | Montmélian                     | 73171      |
| Montmélian                         | Myans                          | 73183      |
| Montmélian                         | Planaise                       | 73200      |
| Montmélian                         | Porte-de-Savoie                | 73151      |
| Montmélian                         | Presle                         | 73207      |
| Montmélian                         | Rotherens                      | 73217      |
| Montmélian                         | Saint-Pierre-de-Soucy          | 73276      |
| Montmélian                         | Sainte-Hélène-du-Lac           | 73240      |
| Montmélian                         | Valgelon-La Rochette           | 73215      |
| Montmélian                         | Villard-Sallet                 | 73316      |
| Montmélian                         | Villard-d'Héry                 | 73314      |
| Montmélian                         | Villaroux                      | 73324      |
| Moûtiers                           | Bozel                          | 73055      |
| Moûtiers                           | Brides-les-Bains               | 73057      |
| Moûtiers                           | Champagny-en-Vanoise           | 73071      |
| Moûtiers                           | Courchevel                     | 73227      |
| Moûtiers                           | Feissons-sur-Salins            | 73113      |
| Moûtiers                           | Grand-Aigueblanche             | 73003      |
| Moûtiers                           | Hautecour                      | 73131      |
| Moûtiers                           | La Léchère                     | 73187      |
| Moûtiers                           | Les Allues                     | 73015      |
| Moûtiers                           | Les Avanchers-Valmorel         | 73024      |
| Moûtiers                           | Les Belleville                 | 73257      |
| Moûtiers                           | Montagny                       | 73161      |
| Moûtiers                           | Moûtiers                       | 73181      |
| Moûtiers                           | Notre-Dame-du-Pré              | 73190      |
| Moûtiers                           | Planay                         | 73201      |
| Moûtiers                           | Pralognan-la-Vanoise           | 73206      |
| Moûtiers                           | Saint-Marcel                   | 73253      |
| Moûtiers                           | Salins-Fontaine                | 73284      |
| Saint-Alban-Leysse                 | Aillon-le-Jeune                | 73004      |
| Saint-Alban-Leysse                 | Aillon-le-Vieux                | 73005      |
| Saint-Alban-Leysse                 | Arith                          | 73020      |
| Saint-Alban-Leysse                 | Barby                          | 73030      |
| Saint-Alban-Leysse                 | Bassens                        | 73031      |
| Saint-Alban-Leysse                 | Bellecombe-en-Bauges           | 73036      |
| Saint-Alban-Leysse                 | Curienne                       | 73097      |
| Saint-Alban-Leysse                 | Doucy-en-Bauges                | 73101      |
| Saint-Alban-Leysse                 | École                          | 73106      |
| Saint-Alban-Leysse                 | Jarsy                          | 73139      |
| Saint-Alban-Leysse                 | La Compôte                     | 73090      |
| Saint-Alban-Leysse                 | La Motte-en-Bauges             | 73178      |
| Saint-Alban-Leysse                 | La Thuile                      | 73294      |
| Saint-Alban-Leysse                 | Le Châtelard                   | 73081      |
| Saint-Alban-Leysse                 | Le Noyer                       | 73192      |
| Saint-Alban-Leysse                 | Les Déserts                    | 73098      |
| Saint-Alban-Leysse                 | Lescheraines                   | 73146      |
| Saint-Alban-Leysse                 | Puygros                        | 73210      |
| Saint-Alban-Leysse                 | Saint-Alban-Leysse             | 73222      |
| Saint-Alban-Leysse                 | Saint-François-de-Sales        | 73234      |
| Saint-Alban-Leysse                 | Saint-Jean-d'Arvey             | 73243      |
| Saint-Alban-Leysse                 | Sainte-Reine                   | 73277      |
| Saint-Alban-Leysse                 | Thoiry                         | 73293      |
| Saint-Alban-Leysse                 | Verel-Pragondran               | 73310      |
| Saint-Jean-de-Maurienne            | Albiez-Montrond                | 73013      |
| Saint-Jean-de-Maurienne            | Albiez-le-Jeune                | 73012      |
| Saint-Jean-de-Maurienne            | Fontcouverte-la-Toussuire      | 73116      |
| Saint-Jean-de-Maurienne            | Jarrier                        | 73138      |
| Saint-Jean-de-Maurienne            | La Chambre                     | 73067      |
| Saint-Jean-de-Maurienne            | La Chapelle                    | 73074      |
| Saint-Jean-de-Maurienne            | La Tour-en-Maurienne           | 73135      |
| Saint-Jean-de-Maurienne            | Les Chavannes-en-Maurienne     | 73083      |
| Saint-Jean-de-Maurienne            | Montricher-Albanne             | 73173      |
| Saint-Jean-de-Maurienne            | Montvernier                    | 73177      |
| Saint-Jean-de-Maurienne            | Notre-Dame-du-Cruet            | 73189      |
| Saint-Jean-de-Maurienne            | Saint François Longchamp       | 73235      |
| Saint-Jean-de-Maurienne            | Saint-Alban-des-Villards       | 73221      |
| Saint-Jean-de-Maurienne            | Saint-Avre                     | 73224      |
| Saint-Jean-de-Maurienne            | Saint-Colomban-des-Villards    | 73230      |
| Saint-Jean-de-Maurienne            | Saint-Étienne-de-Cuines        | 73231      |
| Saint-Jean-de-Maurienne            | Saint-Jean-d'Arves             | 73242      |
| Saint-Jean-de-Maurienne            | Saint-Jean-de-Maurienne        | 73248      |
| Saint-Jean-de-Maurienne            | Saint-Julien-Mont-Denis        | 73250      |
| Saint-Jean-de-Maurienne            | Saint-Martin-sur-la-Chambre    | 73259      |
| Saint-Jean-de-Maurienne            | Saint-Pancrace                 | 73267      |
| Saint-Jean-de-Maurienne            | Saint-Rémy-de-Maurienne        | 73278      |
| Saint-Jean-de-Maurienne            | Saint-Sorlin-d'Arves           | 73280      |
| Saint-Jean-de-Maurienne            | Sainte-Marie-de-Cuines         | 73255      |
| Saint-Jean-de-Maurienne            | Villarembert                   | 73318      |
| Saint-Jean-de-Maurienne            | Villargondran                  | 73320      |
| Saint-Pierre-d'Albigny             | Aiton                          | 73007      |
| Saint-Pierre-d'Albigny             | Argentine                      | 73019      |
| Saint-Pierre-d'Albigny             | Betton-Bettonet                | 73041      |
| Saint-Pierre-d'Albigny             | Bonvillaret                    | 73049      |
| Saint-Pierre-d'Albigny             | Bourgneuf                      | 73053      |
| Saint-Pierre-d'Albigny             | Chamousset                     | 73068      |
| Saint-Pierre-d'Albigny             | Chamoux-sur-Gelon              | 73069      |
| Saint-Pierre-d'Albigny             | Champ-Laurent                  | 73072      |
| Saint-Pierre-d'Albigny             | Châteauneuf                    | 73079      |
| Saint-Pierre-d'Albigny             | Coise-Saint-Jean-Pied-Gauthier | 73089      |
| Saint-Pierre-d'Albigny             | Cruet                          | 73096      |
| Saint-Pierre-d'Albigny             | Épierre                        | 73109      |
| Saint-Pierre-d'Albigny             | Fréterive                      | 73120      |
| Saint-Pierre-d'Albigny             | Hauteville                     | 73133      |
| Saint-Pierre-d'Albigny             | Montendry                      | 73166      |
| Saint-Pierre-d'Albigny             | Montgilbert                    | 73168      |
| Saint-Pierre-d'Albigny             | Montsapey                      | 73175      |
| Saint-Pierre-d'Albigny             | Saint-Alban-d'Hurtières        | 73220      |
| Saint-Pierre-d'Albigny             | Saint-Georges-d'Hurtières      | 73237      |
| Saint-Pierre-d'Albigny             | Saint-Jean-de-la-Porte         | 73247      |
| Saint-Pierre-d'Albigny             | Saint-Léger                    | 73252      |
| Saint-Pierre-d'Albigny             | Saint-Pierre-d'Albigny         | 73270      |
| Saint-Pierre-d'Albigny             | Saint-Pierre-de-Belleville     | 73272      |
| Saint-Pierre-d'Albigny             | Val-d'Arc                      | 73212      |
| Saint-Pierre-d'Albigny             | Villard-Léger                  | 73315      |
| Ugine                              | Beaufort                       | 73034      |
| Ugine                              | Césarches                      | 73061      |
| Ugine                              | Cohennoz                       | 73088      |
| Ugine                              | Crest-Voland                   | 73094      |
| Ugine                              | Flumet                         | 73114      |
| Ugine                              | Hauteluce                      | 73132      |
| Ugine                              | La Giettaz                     | 73123      |
| Ugine                              | Marthod                        | 73153      |
| Ugine                              | Notre-Dame-de-Bellecombe       | 73186      |
| Ugine                              | Pallud                         | 73196      |
| Ugine                              | Queige                         | 73211      |
| Ugine                              | Saint-Nicolas-la-Chapelle      | 73262      |
| Ugine                              | Thénésol                       | 73292      |
| Ugine                              | Ugine                          | 73303      |
| Ugine                              | Venthon                        | 73308      |
| Ugine                              | Villard-sur-Doron              | 73317      |

## Haute-Savoie(74)- 17 cantons
| Canton                                 | Commune                   | Code Insee |
| -------------------------------------- | ------------------------- | ---------- |
| Annecy-1                               | Choisy                    | 74076      |
| Annecy-1                               | La Balme-de-Sillingy      | 74026      |
| Annecy-1                               | Lovagny                   | 74152      |
| Annecy-1                               | Mésigny                   | 74179      |
| Annecy-1                               | Nonglard                  | 74202      |
| Annecy-1                               | Poisy                     | 74213      |
| Annecy-1                               | Sallenôves                | 74257      |
| Annecy-1                               | Sillingy                  | 74272      |
| Annecy-1, Annecy-2, Annecy-3, Annecy-4 | Annecy(préfecture)        | 74010      |
| Annecy-2                               | Sevrier                   | 74267      |
| Annecy-3                               | Argonay                   | 74019      |
| Annecy-3                               | Charvonnex                | 74062      |
| Annecy-3                               | Epagny Metz-Tessy         | 74112      |
| Annecy-3                               | Fillière                  | 74282      |
| Annecy-3                               | Groisy                    | 74137      |
| Annecy-3                               | Nâves-Parmelan            | 74198      |
| Annecy-3                               | Villaz                    | 74303      |
| Annemasse                              | Ambilly                   | 74008      |
| Annemasse                              | Annemasse                 | 74012      |
| Annemasse                              | Ville-la-Grand            | 74305      |
| Bonneville                             | Arenthon                  | 74018      |
| Bonneville                             | Ayse                      | 74024      |
| Bonneville                             | Bonneville                | 74042      |
| Bonneville                             | Brizon                    | 74049      |
| Bonneville                             | Contamine-sur-Arve        | 74087      |
| Bonneville                             | Faucigny                  | 74122      |
| Bonneville                             | Fillinges                 | 74128      |
| Bonneville                             | La Tour                   | 74284      |
| Bonneville                             | Marcellaz                 | 74162      |
| Bonneville                             | Marignier                 | 74164      |
| Bonneville                             | Mégevette                 | 74174      |
| Bonneville                             | Onnion                    | 74205      |
| Bonneville                             | Peillonnex                | 74209      |
| Bonneville                             | Saint-Jean-de-Tholome     | 74240      |
| Bonneville                             | Saint-Jeoire              | 74241      |
| Bonneville                             | Saint-Pierre-en-Faucigny  | 74250      |
| Bonneville                             | Ville-en-Sallaz           | 74304      |
| Bonneville                             | Viuz-en-Sallaz            | 74311      |
| Bonneville                             | Vougy                     | 74312      |
| Bonneville, Faverges                   | Glières-Val-de-Borne      | 74212      |
| Cluses                                 | Châtillon-sur-Cluses      | 74064      |
| Cluses                                 | Cluses                    | 74081      |
| Cluses                                 | La Rivière-Enverse        | 74223      |
| Cluses                                 | Le Reposoir               | 74221      |
| Cluses                                 | Marnaz                    | 74169      |
| Cluses                                 | Mieussy                   | 74183      |
| Cluses                                 | Mont-Saxonnex             | 74189      |
| Cluses                                 | Morillon                  | 74190      |
| Cluses                                 | Nancy-sur-Cluses          | 74196      |
| Cluses                                 | Saint-Sigismond           | 74252      |
| Cluses                                 | Samoëns                   | 74258      |
| Cluses                                 | Scionzier                 | 74264      |
| Cluses                                 | Sixt-Fer-à-Cheval         | 74273      |
| Cluses                                 | Taninges                  | 74276      |
| Cluses                                 | Thyez                     | 74278      |
| Cluses                                 | Verchaix                  | 74294      |
| Évian-les-Bains                        | Abondance                 | 74001      |
| Évian-les-Bains                        | Bernex                    | 74033      |
| Évian-les-Bains                        | Bonnevaux                 | 74041      |
| Évian-les-Bains                        | Champanges                | 74057      |
| Évian-les-Bains                        | Châtel                    | 74063      |
| Évian-les-Bains                        | Chevenoz                  | 74073      |
| Évian-les-Bains                        | Essert-Romand             | 74114      |
| Évian-les-Bains                        | Évian-les-Bains           | 74119      |
| Évian-les-Bains                        | Féternes                  | 74127      |
| Évian-les-Bains                        | La Baume                  | 74030      |
| Évian-les-Bains                        | La Chapelle-d'Abondance   | 74058      |
| Évian-les-Bains                        | La Côte-d'Arbroz          | 74091      |
| Évian-les-Bains                        | La Forclaz                | 74129      |
| Évian-les-Bains                        | La Vernaz                 | 74295      |
| Évian-les-Bains                        | Larringes                 | 74146      |
| Évian-les-Bains                        | Le Biot                   | 74034      |
| Évian-les-Bains                        | Les Gets                  | 74134      |
| Évian-les-Bains                        | Lugrin                    | 74154      |
| Évian-les-Bains                        | Marin                     | 74166      |
| Évian-les-Bains                        | Maxilly-sur-Léman         | 74172      |
| Évian-les-Bains                        | Meillerie                 | 74175      |
| Évian-les-Bains                        | Montriond                 | 74188      |
| Évian-les-Bains                        | Morzine                   | 74191      |
| Évian-les-Bains                        | Neuvecelle                | 74200      |
| Évian-les-Bains                        | Novel                     | 74203      |
| Évian-les-Bains                        | Publier                   | 74218      |
| Évian-les-Bains                        | Saint-Gingolph            | 74237      |
| Évian-les-Bains                        | Saint-Jean-d'Aulps        | 74238      |
| Évian-les-Bains                        | Saint-Paul-en-Chablais    | 74249      |
| Évian-les-Bains                        | Seytroux                  | 74271      |
| Évian-les-Bains                        | Thollon-les-Mémises       | 74279      |
| Évian-les-Bains                        | Vacheresse                | 74286      |
| Évian-les-Bains                        | Vinzier                   | 74308      |
| Faverges                               | Alex                      | 74003      |
| Faverges                               | Bluffy                    | 74036      |
| Faverges                               | Chevaline                 | 74072      |
| Faverges                               | Dingy-Saint-Clair         | 74102      |
| Faverges                               | Doussard                  | 74104      |
| Faverges                               | Faverges-Seythenex        | 74123      |
| Faverges                               | Giez                      | 74135      |
| Faverges                               | La Balme-de-Thuy          | 74027      |
| Faverges                               | La Clusaz                 | 74080      |
| Faverges                               | Lathuile                  | 74147      |
| Faverges                               | Le Bouchet-Mont-Charvin   | 74045      |
| Faverges                               | Le Grand-Bornand          | 74136      |
| Faverges                               | Les Clefs                 | 74079      |
| Faverges                               | Les Villards-sur-Thônes   | 74302      |
| Faverges                               | Manigod                   | 74160      |
| Faverges                               | Menthon-Saint-Bernard     | 74176      |
| Faverges                               | Saint-Ferréol             | 74234      |
| Faverges                               | Saint-Jean-de-Sixt        | 74239      |
| Faverges                               | Serraval                  | 74265      |
| Faverges                               | Talloires-Montmin         | 74275      |
| Faverges                               | Thônes                    | 74280      |
| Faverges                               | Val de Chaise             | 74167      |
| Faverges                               | Veyrier-du-Lac            | 74299      |
| Gaillard                               | Arthaz-Pont-Notre-Dame    | 74021      |
| Gaillard                               | Bonne                     | 74040      |
| Gaillard                               | Cranves-Sales             | 74094      |
| Gaillard                               | Étrembières               | 74118      |
| Gaillard                               | Gaillard                  | 74133      |
| Gaillard                               | Juvigny                   | 74145      |
| Gaillard                               | Lucinges                  | 74153      |
| Gaillard                               | Machilly                  | 74158      |
| Gaillard                               | Saint-Cergues             | 74229      |
| Gaillard                               | Vétraz-Monthoux           | 74298      |
| La Roche-sur-Foron                     | Allonzier-la-Caille       | 74006      |
| La Roche-sur-Foron                     | Amancy                    | 74007      |
| La Roche-sur-Foron                     | Andilly                   | 74009      |
| La Roche-sur-Foron                     | Arbusigny                 | 74015      |
| La Roche-sur-Foron                     | Cercier                   | 74051      |
| La Roche-sur-Foron                     | Cernex                    | 74052      |
| La Roche-sur-Foron                     | Copponex                  | 74088      |
| La Roche-sur-Foron                     | Cornier                   | 74090      |
| La Roche-sur-Foron                     | Cruseilles                | 74096      |
| La Roche-sur-Foron                     | Cuvat                     | 74098      |
| La Roche-sur-Foron                     | Etaux                     | 74116      |
| La Roche-sur-Foron                     | La Chapelle-Rambaud       | 74059      |
| La Roche-sur-Foron                     | La Muraz                  | 74193      |
| La Roche-sur-Foron                     | La Roche-sur-Foron        | 74224      |
| La Roche-sur-Foron                     | Le Sappey                 | 74259      |
| La Roche-sur-Foron                     | Menthonnex-en-Bornes      | 74177      |
| La Roche-sur-Foron                     | Monnetier-Mornex          | 74185      |
| La Roche-sur-Foron                     | Nangy                     | 74197      |
| La Roche-sur-Foron                     | Pers-Jussy                | 74211      |
| La Roche-sur-Foron                     | Reignier-Ésery            | 74220      |
| La Roche-sur-Foron                     | Saint-Blaise              | 74228      |
| La Roche-sur-Foron                     | Saint-Laurent             | 74244      |
| La Roche-sur-Foron                     | Saint-Sixt                | 74253      |
| La Roche-sur-Foron                     | Scientrier                | 74262      |
| La Roche-sur-Foron                     | Villy-le-Bouveret         | 74306      |
| La Roche-sur-Foron                     | Villy-le-Pelloux          | 74307      |
| La Roche-sur-Foron                     | Vovray-en-Bornes          | 74313      |
| Le Mont-Blanc                          | Chamonix-Mont-Blanc       | 74056      |
| Le Mont-Blanc                          | Les Contamines-Montjoie   | 74085      |
| Le Mont-Blanc                          | Les Houches               | 74143      |
| Le Mont-Blanc                          | Passy                     | 74208      |
| Le Mont-Blanc                          | Saint-Gervais-les-Bains   | 74236      |
| Le Mont-Blanc                          | Servoz                    | 74266      |
| Le Mont-Blanc                          | Vallorcine                | 74290      |
| Rumilly                                | Alby-sur-Chéran           | 74002      |
| Rumilly                                | Allèves                   | 74004      |
| Rumilly                                | Bloye                     | 74035      |
| Rumilly                                | Boussy                    | 74046      |
| Rumilly                                | Chainaz-les-Frasses       | 74054      |
| Rumilly                                | Chapeiry                  | 74061      |
| Rumilly                                | Crempigny-Bonneguête      | 74095      |
| Rumilly                                | Cusy                      | 74097      |
| Rumilly                                | Étercy                    | 74117      |
| Rumilly                                | Gruffy                    | 74138      |
| Rumilly                                | Hauteville-sur-Fier       | 74141      |
| Rumilly                                | Héry-sur-Alby             | 74142      |
| Rumilly                                | Lornay                    | 74151      |
| Rumilly                                | Marcellaz-Albanais        | 74161      |
| Rumilly                                | Marigny-Saint-Marcel      | 74165      |
| Rumilly                                | Massingy                  | 74170      |
| Rumilly                                | Moye                      | 74192      |
| Rumilly                                | Mûres                     | 74194      |
| Rumilly                                | Rumilly                   | 74225      |
| Rumilly                                | Saint-Eusèbe              | 74231      |
| Rumilly                                | Saint-Félix               | 74233      |
| Rumilly                                | Saint-Sylvestre           | 74254      |
| Rumilly                                | Sales                     | 74255      |
| Rumilly                                | Thusy                     | 74283      |
| Rumilly                                | Vallières-sur-Fier        | 74289      |
| Rumilly                                | Vaulx                     | 74292      |
| Rumilly                                | Versonnex                 | 74297      |
| Rumilly                                | Viuz-la-Chiésaz           | 74310      |
| Saint-Julien-en-Genevois               | Archamps                  | 74016      |
| Saint-Julien-en-Genevois               | Bassy                     | 74029      |
| Saint-Julien-en-Genevois               | Beaumont                  | 74031      |
| Saint-Julien-en-Genevois               | Bossey                    | 74044      |
| Saint-Julien-en-Genevois               | Challonges                | 74055      |
| Saint-Julien-en-Genevois               | Chaumont                  | 74065      |
| Saint-Julien-en-Genevois               | Chavannaz                 | 74066      |
| Saint-Julien-en-Genevois               | Chêne-en-Semine           | 74068      |
| Saint-Julien-en-Genevois               | Chênex                    | 74069      |
| Saint-Julien-en-Genevois               | Chessenaz                 | 74071      |
| Saint-Julien-en-Genevois               | Chevrier                  | 74074      |
| Saint-Julien-en-Genevois               | Chilly                    | 74075      |
| Saint-Julien-en-Genevois               | Clarafond-Arcine          | 74077      |
| Saint-Julien-en-Genevois               | Clermont                  | 74078      |
| Saint-Julien-en-Genevois               | Collonges-sous-Salève     | 74082      |
| Saint-Julien-en-Genevois               | Contamine-Sarzin          | 74086      |
| Saint-Julien-en-Genevois               | Desingy                   | 74100      |
| Saint-Julien-en-Genevois               | Dingy-en-Vuache           | 74101      |
| Saint-Julien-en-Genevois               | Droisy                    | 74107      |
| Saint-Julien-en-Genevois               | Éloise                    | 74109      |
| Saint-Julien-en-Genevois               | Feigères                  | 74124      |
| Saint-Julien-en-Genevois               | Franclens                 | 74130      |
| Saint-Julien-en-Genevois               | Frangy                    | 74131      |
| Saint-Julien-en-Genevois               | Jonzier-Épagny            | 74144      |
| Saint-Julien-en-Genevois               | Marlioz                   | 74168      |
| Saint-Julien-en-Genevois               | Menthonnex-sous-Clermont  | 74178      |
| Saint-Julien-en-Genevois               | Minzier                   | 74184      |
| Saint-Julien-en-Genevois               | Musièges                  | 74195      |
| Saint-Julien-en-Genevois               | Neydens                   | 74201      |
| Saint-Julien-en-Genevois               | Présilly                  | 74216      |
| Saint-Julien-en-Genevois               | Saint-Germain-sur-Rhône   | 74235      |
| Saint-Julien-en-Genevois               | Saint-Julien-en-Genevois  | 74243      |
| Saint-Julien-en-Genevois               | Savigny                   | 74260      |
| Saint-Julien-en-Genevois               | Seyssel                   | 74269      |
| Saint-Julien-en-Genevois               | Usinens                   | 74285      |
| Saint-Julien-en-Genevois               | Valleiry                  | 74288      |
| Saint-Julien-en-Genevois               | Vanzy                     | 74291      |
| Saint-Julien-en-Genevois               | Vers                      | 74296      |
| Saint-Julien-en-Genevois               | Viry                      | 74309      |
| Saint-Julien-en-Genevois               | Vulbens                   | 74314      |
| Sallanches                             | Arâches-la-Frasse         | 74014      |
| Sallanches                             | Combloux                  | 74083      |
| Sallanches                             | Cordon                    | 74089      |
| Sallanches                             | Demi-Quartier             | 74099      |
| Sallanches                             | Domancy                   | 74103      |
| Sallanches                             | Magland                   | 74159      |
| Sallanches                             | Megève                    | 74173      |
| Sallanches                             | Praz-sur-Arly             | 74215      |
| Sallanches                             | Sallanches                | 74256      |
| Sciez                                  | Anthy-sur-Léman           | 74013      |
| Sciez                                  | Ballaison                 | 74025      |
| Sciez                                  | Boëge                     | 74037      |
| Sciez                                  | Bogève                    | 74038      |
| Sciez                                  | Bons-en-Chablais          | 74043      |
| Sciez                                  | Brenthonne                | 74048      |
| Sciez                                  | Burdignin                 | 74050      |
| Sciez                                  | Chens-sur-Léman           | 74070      |
| Sciez                                  | Douvaine                  | 74105      |
| Sciez                                  | Excenevex                 | 74121      |
| Sciez                                  | Fessy                     | 74126      |
| Sciez                                  | Habère-Lullin             | 74139      |
| Sciez                                  | Habère-Poche              | 74140      |
| Sciez                                  | Loisin                    | 74150      |
| Sciez                                  | Lully                     | 74156      |
| Sciez                                  | Margencel                 | 74163      |
| Sciez                                  | Massongy                  | 74171      |
| Sciez                                  | Messery                   | 74180      |
| Sciez                                  | Nernier                   | 74199      |
| Sciez                                  | Saint-André-de-Boëge      | 74226      |
| Sciez                                  | Saxel                     | 74261      |
| Sciez                                  | Sciez                     | 74263      |
| Sciez                                  | Veigy-Foncenex            | 74293      |
| Sciez                                  | Villard                   | 74301      |
| Sciez                                  | Yvoire                    | 74315      |
| Seynod                                 | Chavanod                  | 74067      |
| Seynod                                 | Duingt                    | 74108      |
| Seynod                                 | Entrevernes               | 74111      |
| Seynod                                 | La Chapelle-Saint-Maurice | 74060      |
| Seynod                                 | Leschaux                  | 74148      |
| Seynod                                 | Montagny-les-Lanches      | 74186      |
| Seynod                                 | Quintal                   | 74219      |
| Seynod                                 | Saint-Eustache            | 74232      |
| Seynod                                 | Saint-Jorioz              | 74242      |
| Thonon-les-Bains                       | Allinges                  | 74005      |
| Thonon-les-Bains                       | Armoy                     | 74020      |
| Thonon-les-Bains                       | Bellevaux                 | 74032      |
| Thonon-les-Bains                       | Cervens                   | 74053      |
| Thonon-les-Bains                       | Draillant                 | 74106      |
| Thonon-les-Bains                       | Lullin                    | 74155      |
| Thonon-les-Bains                       | Lyaud                     | 74157      |
| Thonon-les-Bains                       | Orcier                    | 74206      |
| Thonon-les-Bains                       | Perrignier                | 74210      |
| Thonon-les-Bains                       | Reyvroz                   | 74222      |
| Thonon-les-Bains                       | Thonon-les-Bains          | 74281      |
| Thonon-les-Bains                       | Vailly                    | 74287      |